# Europäische Weltraumorganisation
Die Europäische Weltraumorganisation (englisch European Space Agency, kurz ESA; französisch Agence spatiale européenne , ASE) ist eine internationale Organisation 23 europäischer Staaten für die Koordinierung und den Betrieb gemeinsamer Raumfahrtaktivitäten. Sie wurde 1975 gegründet, um Europa technisch und politisch unabhängiger von den Raumfahrtnationen Sowjetunion und Vereinigte Staaten zu machen. Die ESA hat ihren Sitz in Paris und beschäftigte im Jahr 2022 etwa 2200 Mitarbeiter. Generaldirektor der Organisation ist seit März 2021 der Österreicher Josef Aschbacher.
Die ESA ist die Nachfolgeorganisation der ELDO, der ESRO und der Europäischen Fernmeldesatelliten-Konferenz (CETS). Wie diese beschränkt sie sich in ihren Projekten zur Weltraumerforschung und -nutzung „ausschließlich auf friedliche Zwecke“. Die ESA ist keine Unterorganisation der Europäischen Union, allerdings durch das Weltraumprogramm der Europäischen Union eng mit EU und den nationalen Raumfahrtagenturen ihrer Mitgliedstaaten verflochten. Die Mehrzahl der EU-Staaten ist an der ESA beteiligt, außerdem die Schweiz, Norwegen und das Vereinigte Königreich. Die ESA ist gemeinsam mit der NASA Gründungsmitglied des Consultative Committee for Space Data Systems (CCSDS).

## Geschichte

### Die Vorgeschichte

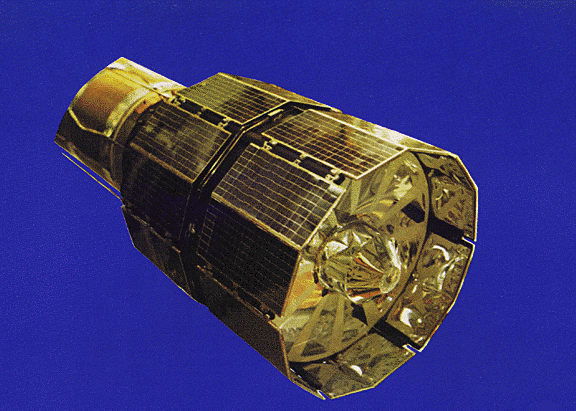
ESRO-2B war 1968 der erste erfolgreiche Satellit der ESRO

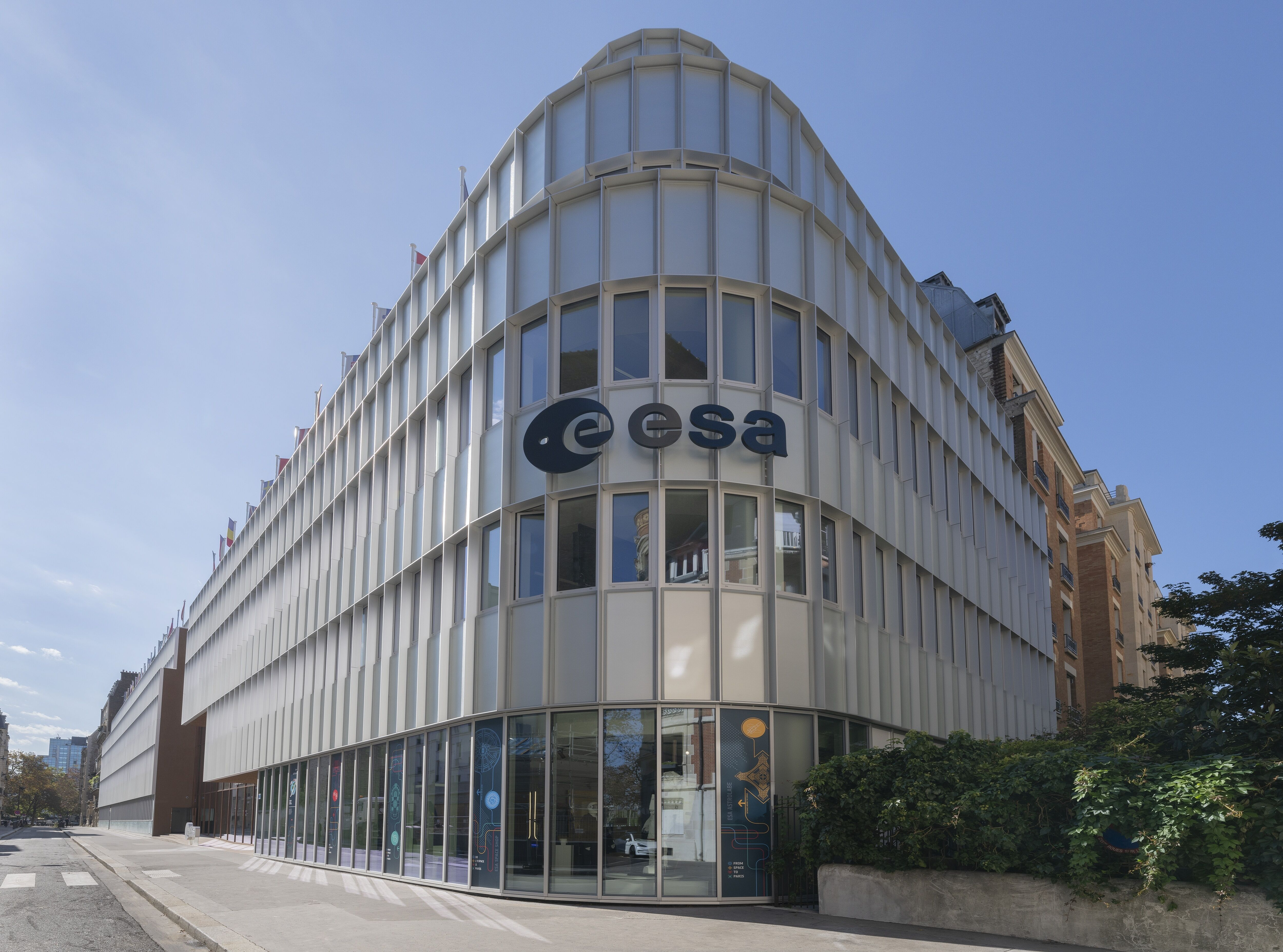
ESA-Hauptverwaltung in Paris

Nach dem Zweiten Weltkrieg verließen viele europäische Luft- und Raumfahringenieure und -wissenschaftler Westeuropa, um in den Vereinigten Staaten oder der Sowjetunion zu arbeiten. Der Aufschwung in den 1950er-Jahren ermöglichte Investitionen der westeuropäischen Staaten in Forschung und Raumfahrt. Die europäischen Wissenschaftler erkannten jedoch, dass nationale Projekte nicht mit den beiden Supermächten konkurrieren konnten. Bereits 1958, nur wenige Monate nach dem Sputnikschock, trafen sich Edoardo Amaldi und Pierre Auger, zwei bedeutende Mitglieder der westeuropäischen Wissenschaftsgemeinde, um die Gründung einer gemeinsamen westeuropäischen Weltraumorganisation zu besprechen. Das Treffen wurde von wissenschaftlichen Repräsentanten aus acht Staaten begleitet.
Die westeuropäischen Nationen entschieden sich, zwei getrennte Agenturen zu schaffen: die ELDO (European Launcher Development Organisation) sollte Trägersysteme entwickeln und bauen und die ESRO (Europäische Weltraumforschungsorganisation) sollte die wissenschaftlichen Satelliten entwickeln. Die ESRO wurde am 20. März 1964 durch ein am 14. Juni 1962 unterzeichnetes Abkommen gegründet. Von 1968 bis 1972 feierte ESRO ihre ersten Erfolge: Sieben Forschungssatelliten wurden mithilfe amerikanischer Trägersysteme in den Orbit gebracht. ELDO hingegen konnte während ihres Bestehens keine Trägerrakete starten. Beide Organisationen waren unterfinanziert und die Auftrennung in zwei Organisationen bewährte sich nicht.

### Die Gründung
Die ESA wurde am 30. Mai 1975 mit dem Übereinkommen zur Gründung einer Europäischen Weltraumorganisation mit Unterzeichnung eines Abkommens durch ihre zehn ursprünglichen Gründungsmitglieder als Zusammenschluss von ESRO und ELDO gegründet. Nach Hinterlegung der letzten Ratifikationsurkunde durch Frankreich trat die Gründung am 30. Oktober 1980 in Kraft.
Die Gründung der ESA bezweckte eine bessere Koordinierung der europäischen Raumfahrtaktivitäten, um technisch gegenüber den großen Raumfahrtnationen Sowjetunion und Vereinigte Staaten gleichberechtigt auftreten zu können. Wie zuvor bei der ESRO ist auch bei der ESA die Teilnahme am wissenschaftlichen Programm für alle Mitglieder verpflichtend, während an weiteren Programmen wie Anwendungssatelliten, Trägerraketen oder bemannte Raumfahrt nur Staaten teilnehmen, die daran Interesse haben und Beiträge dazu leisten wollen. Die ESA vergibt entsprechend den Mitgliedsbeiträgen zu den jeweiligen Programmen Aufträge an die Raumfahrtfirmen der an den Programmen beteiligten Staaten.

### Die Anfänge
Anfang der 1970er-Jahre, als sich der Wettstreit um den Vorstoß ins Weltall zwischen den Vereinigten Staaten und der Sowjetunion gelegt hatte und die Budgets der Raumfahrtagenturen dramatisch gekürzt wurden, etablierte sich die ESA als ein Vorreiter in der friedlichen Erforschung des Alls. 1975 startete sie mit dem Satelliten COS-B ihre erste große wissenschaftliche Mission. In Kooperation mit der NASA und dem britischen SERC wurde 1978 IUE gestartet, das erste Weltraumteleskop in einer Erdumlaufbahn. Es war bis September 1996 in Betrieb.
Es folgte eine Vielzahl von erfolgreichen Projekten im Erdorbit, und 1985 begann mit der Raumsonde Giotto die erste europäische Tiefraummission. Giotto untersuchte 1986 den Halleyschen Kometen und 1992 den Kometen Grigg-Skjellerup. In der folgenden Zeit wurde – teilweise in Kooperation mit der NASA – eine große Zahl an Projekten gestartet. Als Nachfolgeorganisation der ELDO entwickelte die ESA in dieser Zeit auch neue Trägerraketen für kommerzielle und wissenschaftliche Nutzlasten im Rahmen des Ariane-Programms.

### Die Geschichte seit der Jahrtausendwende
Im neuen Jahrtausend wurde die ESA neben Raumfahrtagenturen wie der NASA, ISRO, JAXA und Roskosmos zu einer Größe in der Weltraumforschung, auch durch gemeinsame Projekte mit diesen internationalen Partnern. Neben bedeutenden eigenen Forschungsmissionen wie den Raumsonden Solar Orbiter und Juice ist die ESA unter anderem an der Internationalen Raumstation und dem James Webb Space Telescope beteiligt, den bislang aufwändigsten Raumfahrtprojekten der Menschheit. Die von der ESA initiierte Rakete Ariane 5 war eine der bislang erfolgreichsten und zuverlässigsten Schwerlastraketen; das gemeinsam mit der EU entworfene Galileo-Navigationssystem garantiert Europa – nach anfänglichen Schwierigkeiten – eine Unabhängigkeit vom amerikanischen GPS. Generell führten diverse Umstände bei der Zusammenarbeit mit der NASA (z. B. rechtliche Einschränkungen bezüglich des Informationsaustauschs, unkalkulierbare Projekteinstellungen durch plötzliche Finanzmittelstreichung) dazu, dass die ESA neuere Missionen häufiger in Eigenregie oder in Kooperation mit anderen Partnern wie Roskosmos oder JAXA anging.
Im Laufe der Zeit bekam die kommerzielle Komponente der Entwicklung und Vermarktung von Weltraumtechnologie und Weltraumdienstleistungen und die Förderung und Unterstützung der europäischen Raumfahrtindustrie ein stärkeres Gewicht. Die ESA betreibt zu diesem Zweck in vielen Ländern Business Incubation Centres. Ausgaben für die ESA bewirken für die Mitgliedsstaaten einen nachgewiesenen positiven Effekt auf die Volkswirtschaft, die über die Ausgaben hinausgehen. Ebenso wirkt sich die Zusammenarbeit zwischen den nationalen Raumfahrtagenturen und der ESA wirtschaftlich positiv aus.
Die Zusammenarbeit mit Roskosmos – mit Ausnahme der gemeinsamen Beteiligung an ISS – wurde infolge des russischen Überfall auf die Ukraine seit 2022 beendet und geplante gemeinsame Missionen abgesagt.
Seit 2002 verfügt das ESA-eigene ESTRACK-Antennennetzwerk neben weltweiten Trackingstationen zur Satellitenverfolgung und für Raketenstarts auch über eigene Deep-Space-Stationen mit aktueller Technik für Mondmissionen, Missionen an den Lagrangepunkten und interplanetare Raummissionen, außerdem und über die Technik zur Unterstützung von Raketenstarts und für kritische Flugmanöver wie das präzise Einschwenken in einen Mond- oder Planetenorbit. Durch weltweite Verteilung der drei Stationen konnte eine nahezu lückenlose Himmelsabdeckung erreicht werden. Insgesamt entwickelte sich die ESA zu einer Organisation, die mehr auf eigenen Kompetenzen und Bündelungen der Leistungen der Mitgliedsstaaten und der verschiedenen nationalen Raumfahrtagenturen beruht als auf Beiträgen nichteuropäischer Weltraumorganisationen. Mit Partnern wie Kanada, Mexiko und Israel hat sie zudem eine zunehmend globale Ausrichtung.
Infolge eines Zusammentreffens von Planungsfehlern, technischen Problemen bei der Vega-C und dem Ende der Zusammenarbeit mit Roskosmos verfügte Europa während der Raketenkrise von 2022 bis 2024 nur über wenige einsatzbereite Trägerraketenexemplare. Für eine Übergangszeit wurden daher auch Wissenschaftsmissionen und Navigationssatelliten mit Raketen des amerikanischen Unternehmens SpaceX gestartet. Am 5. Dezember 2024 startete die überarbeitete Vega-C wieder und mit der Aufnahme des Regelbetriebs der Ariane 6 im Februar 2025 ist wieder ein uneingeschränkter europäischer Startbetrieb möglich.

## Standorte

### Haupteinrichtungen
Die ESA ist aufgrund einer politischen Entscheidung dezentral organisiert. Die heutigen Standorte gehen größtenteils noch auf Einrichtungen der Vorläuferorganisationen zurück. Die Einrichtungen wurden auf die verschiedenen Mitgliedstaaten verteilt und es sollte nicht ein Land alleine das nationale Prestige der ESA und das aus der Forschung gewonnene Wissen genießen, während die übrigen zwar Beiträge leisten, aber keinen fassbaren Anteil am gemeinsamen Projekt haben. Ebenso wird darauf geachtet, dass das Personal der ESA-Einrichtungen insgesamt multinational aus allen beitragenden Nationen rekrutiert wird, ungefähr entsprechend dem Beitragsanteil.
- ESA-Hauptquartier in Paris, Frankreich
- Europäisches Weltraumforschungs- und Technologiezentrum (ESTEC) in Noordwijk, Niederlande
- Europäisches Raumflugkontrollzentrum (ESOC) in Darmstadt, Deutschland
- Columbus-Kontrollzentrum (Col-CC) in Oberpfaffenhofen, Deutschland
- Europäisches Weltraumforschungsinstitut (ESRIN) in Frascati, Italien
- Europäisches Astronautenzentrum (EAC) in Köln, Deutschland
- Europäisches Weltraumastronomiezentrum (ESAC) in Villafranca del Castillo, Villanueva de la Cañada, Spanien
- Europäisches Raumfahrtsicherheits- und Bildungszentrum (ESEC) in Redu, Belgien
- Europäisches Zentrum für Weltraumanwendungen und Telekommunikation (ECSAT) in Harwell, Vereinigtes Königreich
- ESTRACK, weltweites Netzwerk von Bodenstationen
- Startanlagen auf dem „europäischen Weltraumbahnhof“ Raumfahrtzentrum Guayana in Kourou, Französisch-Guayana

Daneben betreibt die ESA Verbindungsbüros in Brüssel (Belgien) und Washington (USA) und ist an der Denkfabrik ESPI in Wien (Österreich) und am Weltraumbergbauinstitut ESRIC in Luxemburg beteiligt. Den schwedischen Raketenstartplatz Esrange nutzt die ESA für Forschungsprojekte mit Höhenforschungsraketen. 2025 eröffnete das European Space Deep-Tech Innovation Centre (ESDI) in Villigen in der Schweiz.

### Gründerzentren
Anfang 2023 bestanden folgende ESA Business Incubation Centres (ESA-Gründerzentren), jeweils mit Gründungsjahr und Sitz:
- 2004: BIC Noordwijk,  Niederlande
- 2005: BIC Lazio in Rom,  Italien
- 2007: BIC Hessen & Baden-Württemberg in Darmstadt bzw. Reutlingen,  Deutschland; ursprünglich BIC Darmstadt, das BIC Baden-Württemberg kam 2018 hinzu
- 2009: BIC Bavaria in Oberpfaffenhofen,  Deutschland
- 2011: BIC UK in Harwell,  Vereinigtes Königreich
- 2012: BIC Belgium in Kruibeke,  Belgien; die 2012 gegründeten BICs in Flandern und Wallonien vereinigten sich 2018 zum BIC Belgium
- 2013: BIC Sud France in Toulouse,  Frankreich
- 2014: BIC Barcelona,  Spanien
- 2014: BIC Portugal in Coimbra,  Portugal
- 2015: BIC Madrid Region,  Spanien
- 2015: BIC Sweden in Luleå,  Schweden
- 2016: BIC Czech Republic in Prag,  Tschechien
- 2016: BIC Austria in Graz,  Österreich
- 2016: BIC Ireland in Cork,  Irland
- 2016: BIC Switzerland in Zürich,  Schweiz
- 2017: BIC Estonia in Tartu,  Estland
- 2017: BIC Finland in Espoo,  Finnland
- 2018: BIC Nord France in Brest,  Frankreich
- 2018: BIC Hungary in Budapest,  Ungarn
- 2018: BIC Norway in Skedsmo,  Norwegen
- 2019: BIC Northern Germany in Bremen,  Deutschland
- 2020: BIC Denmark in Lyngby,  Dänemark
- 2021: BIC Greece in Maroussi,  Griechenland
- 2021: BIC Turin,  Italien
- 2022: BIC North Rhine-Westphalia in Aachen,  Deutschland
- 2022: BIC Poland in Warschau,  Polen
- 2022: BIC Lithuania in Vilnius,  Litauen

## Direktoren
| Amtsträger             | Amtszeit              | Herkunftsstaat         |
| ---------------------- | --------------------- | ---------------------- |
| Roy Gibson             | 1975–1980             | Vereinigtes Königreich |
| Erik Quistgaard        | 1980–1984             | Dänemark               |
| Reimar Lüst            | 1984–1990             | Deutschland            |
| Jean-Marie Luton       | 1990–1997             | Frankreich             |
| Antonio Rodotà         | 1997–2003             | Italien                |
| Jean-Jacques Dordain   | 2003–2015             | Frankreich             |
| Johann-Dietrich Wörner | 2015–2021             | Deutschland            |
| Josef Aschbacher       | seit dem 1. März 2021 | Österreich             |

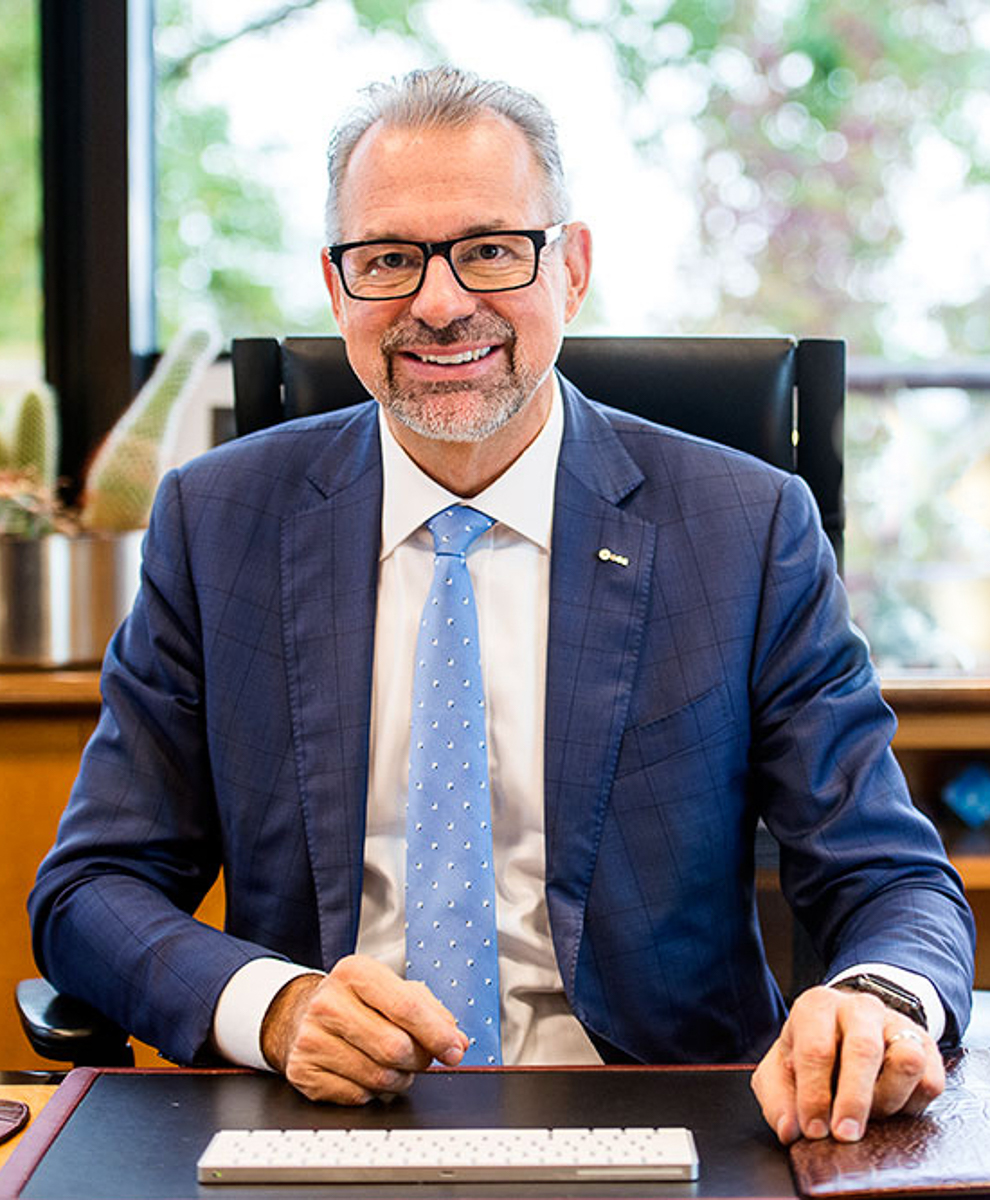
Josef Aschbacher, der amtierende Generaldirektor der ESA

Da sich die Franzosen und Deutschen nach der Gründung über die Führung nicht einigen konnten, wurde der Brite Roy Gibson zum ersten Director General ernannt.

## Mitgliedstaaten und Kooperationspartner

ESA-Mitgliedstaat
Assoziiertes Mitglied
ECS-Partnerstaat
Kooperationsvertrag

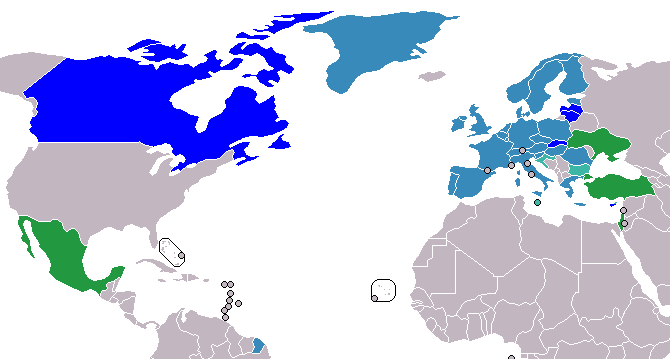
ESA-Mitgliedstaat
Assoziiertes Mitglied
ECS-Partnerstaat
Kooperationsvertrag

### Mitgliedsstaaten
| Staat                  | Beitritt (Ratifizierungsdatum) | Nationale Raumfahrtorganisation        | Anmerkungen           |
| Mitgliedstaaten        | Mitgliedstaaten                | Mitgliedstaaten                        | Mitgliedstaaten       |
| ---------------------- | ------------------------------ | -------------------------------------- | --------------------- |
| Belgien                | 3. Oktober 1978                | BELSPO                                 | Gründungsmitglied     |
| Dänemark               | 15. September 1977             | DTU Space                              | Gründungsmitglied     |
| Deutschland            | 26. Juli 1977                  | DLR                                    | Gründungsmitglied     |
| Estland                | 4. Februar 2015                | ESO                                    | [ 17 ] [ 18 ]         |
| Finnland               | 1. Januar 1995                 | Wirtschafts- und Arbeitsministerium    |                       |
| Frankreich             | 30. Oktober 1980               | CNES                                   | Gründungsmitglied     |
| Griechenland           | 9. März 2005                   | HSA/HSC                                |                       |
| Irland                 | 10. Dezember 1980              | EI                                     |                       |
| Italien                | 20. Februar 1978               | ASI                                    | Gründungsmitglied     |
| Luxemburg              | 30. Juni 2005                  | LSA                                    |                       |
| Niederlande            | 6. Februar 1979                | NSO                                    | Gründungsmitglied     |
| Norwegen               | 30. Dezember 1986              | NOSA                                   |                       |
| Österreich             | 30. Dezember 1986              | ALR                                    |                       |
| Polen                  | 19. November 2012              | POLSA                                  | [ 19 ]                |
| Portugal               | 14. November 2000              | FCT                                    |                       |
| Rumänien               | 22. Dezember 2011              | ROSA                                   |                       |
| Schweden               | 6. April 1976                  | SNSA                                   | Gründungsmitglied     |
| Schweiz                | 19. November 1976              | SSO                                    | Gründungsmitglied     |
| Slowenien              | 1. Januar 2025                 | SPACE-SI                               | [ 20 ] [ 21 ]         |
| Spanien                | 7. Februar 1979                | INTA                                   | Gründungsmitglied     |
| Tschechien             | 12. November 2008              | Verkehrsministerium                    |                       |
| Ungarn                 | 24. Februar 2015               | HSO                                    | [ 22 ]                |
| Vereinigtes Königreich | 28. März 1978                  | UKSA                                   | Gründungsmitglied     |
| Assoziierte Mitglieder |                                |                                        |                       |
| Lettland               | 27. Juli 2020                  | Bildungs- und Wissenschaftsministerium | assoziiertes Mitglied |
| Litauen                | 21. Mai 2021                   | LSA                                    | assoziiertes Mitglied |
| Slowakei               | 13. Oktober 2022               | SSO                                    | assoziiertes Mitglied |

### Verhältnis zur Europäischen Union
Die ESA ist nicht die Raumfahrtbehörde der Europäischen Union, sondern eine eigenständige Organisation. Während die EU eine staatenübergreifende Organisation ist, ist die ESA auf der Zusammenarbeit der Regierungen ihrer Mitgliedsstaaten untereinander begründet. Diese Struktur ermöglicht die Mitwirkung von Staaten bei der ESA unabhängig von deren EU-Mitgliedschaft. Über das Weltraumprogramm der Europäischen Union unterhält die ESA jedoch enge Verbindungen mit der EU und wird von der EU finanziell unterstützt. Die Zusammenarbeit von ESA und EU wird durch das EU-ESA-Rahmenabkommen (ESA/European Commission Framework Agreement) geregelt. 19 der 22 Mitgliedstaaten der ESA sind gleichzeitig Mitglieder der Europäischen Union. Mit den übrigen 8 EU-Mitgliedsstaaten bestehen Kooperationsvereinbarungen. Aufgrund der engen Zusammenarbeit betreibt die ESA ein Verbindungsbüro in Brüssel.
Ungeachtet dessen werden im Rahmen der ESA-Langzeitprogramme gemeinsame Aktionen mit gemeinsamer Finanzierung durchgeführt (Ariane-Raketen, Weltraumlabor Columbus u. a.). Mittlerweile kennt der Vertrag über die Arbeitsweise der Europäischen Union (AEUV) mit den Art. 179–190 einen eigenständigen Politikbereich „Forschung, technologische Entwicklung und Raumfahrt“. Seit 2009 besteht mit der neuen Vorschrift des Art. 189 AEUV der forschungs- wie entwicklungspolitische Auftrag an die Union, die Konturen eines Weltraumprogrammes der Europäischen Union auszuarbeiten. Hierbei erteilt Art. 189 Abs. 3 AEUV der Union den Auftrag, alle zweckdienlichen Verbindungen zur ESA aufzunehmen. In der Durchführung tritt die EU als Kunde auf, der Aufträge an ESA vergibt und dafür bezahlt. Zu den wichtigsten von der EU getragenen Programmen gehören das Copernikus-Programm und das Satellitennavigationssystem Galileo, das inzwischen im operativen Bereich in den Verantwortungsbereich der Agentur der Europäischen Union für das Weltraumprogramm übertragen wurde. Die ESA ist aber weiterhin für den Start neue Galileo-Satelliten verantwortlich und an der Weiterentwicklung der Technik beteiligt.
Das letzte größere Abkommen zwischen EU und ESA ist das Financial Framework Partnership Agreement (FFPA), das am 22. Juni 2021 unterzeichnet wurde. Es markiert den Start eines EU-eigenen Weltraumprogramms. Im Rahmen dieses Abkommens möchte die EU von 2021 bis 2027 knapp 9 Milliarden Euro investieren. Diese Gelder sind Teil des ESA-Budgets und tragen somit zur Finanzierung der verpflichtenden und freiwilligen Programme der ESA-Mitgliedsstaaten bei. Gleichzeitig bleibt die Unabhängigkeit der ESA in ihren Entscheidungen und bei der Umsetzung der Programme festgeschrieben.

### Europäische Kooperationsstaaten (ECS)
Da der Sprung zwischen Nichtmitgliedschaft und assoziierter Mitgliedschaft für einige Staaten zu groß war, wurde ein neuer Beteiligungsstatus eingeführt. Staaten mit diesem Status werden als Europäische Kooperationsstaaten (ECS) bezeichnet und mit dem Plan für Europäische Kooperationsstaaten (PECS) haben sie eine Möglichkeit zur engeren Kooperation. In dem Fünfjahresplan vereinbaren der beteiligte Staat und die ESA die gemeinsamen Projekte. Für die Verhandlungen darüber sind maximal zwölf Monate vorgesehen. Die Firmen und Agenturen in diesen Staaten können sich daraufhin an Ausschreibungen beteiligen, um an Projekten der ESA teilzunehmen. Die Teilnehmerstaaten können sich bis auf das Basic Technology Research Programme an fast allen Programmen beteiligen. Auch ist die Abgabenbelastung geringer als bei einer Vollmitgliedschaft.
| Bewerberstaat | Kooperationsvertrag | ECS                | ESA-Mitgliedschaft möglich ab |
| ------------- | ------------------- | ------------------ | ----------------------------- |
| Bulgarien     |                     | 8. April 2015      | 2022                          |
| Zypern        | August 2009         | 6. Juli 2016       | 2022                          |
| Kroatien      | 19. Februar 2018    | 16. August 2023    |                               |
| Malta         | 20. Februar 2012    | 12. September 2024 |                               |

Tschechien war von November 2003 bis November 2008 ein ECS-Staat, Rumänien von Februar 2006 bis Januar 2011, Polen von April 2007 bis September 2012, Ungarn von April 2003 bis Februar 2015 und Estland von November 2009 bis Februar 2015. Mittlerweile sind diese Staaten Vollmitglieder.

### Staaten mit Kooperationsvertrag
Voraussetzung für eine ECS-Mitgliedschaft ist das vorherige Unterzeichnen eines Kooperationsvertrages. Dies ist der erste Schritt in Richtung wachsender Kooperation zwischen ESA und dem betreffenden Staat, bis hin zur Vollmitgliedschaft. Kanada hat eine seit sehr langer Zeit laufende Kooperation mit ESA, hat aber bisher nicht den Wunsch geäußert ein Vollmitglied von ESA zu werden.
Folgende Staaten haben einen Kooperationsvertrag mit der ESA, ohne ECS-Staaten zu sein:
| Bewerberstaat | Kooperationsvertrag |
| ------------- | ------------------- |
| Kanada        | 1. Januar 1979      |
| Türkei        | Juli 2004           |
| Ukraine       | Januar 2008         |
| Israel        | Januar 2011         |
| Mexiko        | 14. Februar 2023    |

### Abkommen mit der NASA
Die wichtigsten Abkommen der ESA bestehen in der Zusammenarbeit mit der NASA. Sie reichen zurück bis in die Anfänge der ESA und der nationalen Weltraumagenturen, die heute Teil der ESA sind. Neben den zahlreichen gemeinsamen Missionen bestehen auch weitere, tiefergreifende Abkommen zur gegenseitigen Zusammenarbeit. Ein neues Abkommen aus dem Jahr 2021 betrifft eine gemeinsame Überwachung des Klimawandels. Regelmäßig leistet ESA Beiträge zu NASA-Missionen und umgekehrt.

### Abkommen mit Roskosmos
Es gab ein Kooperations- und Partnerschaftsabkommen zwischen der ESA und Roskosmos. Angefangen hatte die europäisch-russische Kooperation 1990 mit Wissenstransfers, Ausbildung von Astronauten und der Durchführung von ESA-Experimenten bei russischen Missionen. So fand z. B. der erste Außenbordeinsatz eines ESA-Astronauten im Rahmen der Euromir-95 Mission statt.
In der neuesten Auflage des Rahmenvertrags zwischen der ESA und Roskosmos vom 19. Januar 2005 wurde eine Partnerschaft bei der Entwicklung, dem Bau und der Nutzung von Trägerraketen vereinbart. Dazu gehörte der Aufbau einer Startplattform für Sojus-Raketen am Centre Spatial Guyanais, dem europäischen Weltraumbahnhof in Französisch-Guayana. Zwischen dem erste Start am 21. Oktober 2011 und dem letzten Start am 10. Februar 2022 wurden insgesamt 27 Raketen gestartet. Mit dem Überfall Russlands auf die Ukraine endeten alle Raketenstarts und faktisch auch weitgehend die Zusammenarbeit mit Roskosmos.

### Abkommen mit der ISRO
Am 30. Juli 2021 unterzeichnete die ISRO ein Abkommen mit der ESA zur gegenseitigen Unterstützung in missionskritischen Situationen für ausgewählte Raumfahrtmissionen, beispielsweise für die Launch and Early Orbit Phase nach Raketenstarts, das Einschwenken in eine Umlaufbahn oder eine Landung auf einem Himmelskörper. Das Abkommen unterstützt den Austausch von Navigationsdaten, Unterstützung im Missionsbetrieb und die Weiterleitung von Daten. Es kam beziehungsweise kommt beispielsweise bei der Mondmission Chandrayaan-3 und dem Sonnenobservatorium Aditya-L1 zum Einsatz und betrifft auch das bemannte Raumfahrtprogramm Gaganyaan. Im Gegenzug kann die ESA die Trackingstationen der ISTRAC und die Tiefraumstation des Indian Deep Space Network in Byalalu bei Bangalore für eigene Missionen nutzen.

### Kooperationen mit den Weltraumorganisationen der Mitgliedsstaaten
Die ESA unterhält enge Beziehungen mit verschiedenen nationalen Weltraumagenturen der Mitgliedsstaaten. Bisher gab es schon für einzelne Missionen eine Zusammenarbeit. Angestrebt wird aber eine bessere Integration und Nutzung von Einrichtungen der nationalen Weltraumagenturen über die Grenzen hinweg, eine verbesserte Ausfallsicherheit durch die Nutzung solcher Einrichtungen als Backup für das Europäische Raumflugkontrollzentrum (ESOC) und der Austausch von Erfahrungen aus Forschung, Entwicklung und im Einsatz. Dieses soll die Stabilität der Einrichtungen der ESA im Betrieb verstärken und gibt im Gegenzug den nationalen Raumfahrtorganisationen Zugriff auf Ressourcen und Erfahrungen der ESA. Insgesamt soll damit der Auslastungsgrad aller Ressourcen und damit die Kosteneffizienz verbessert werden.
Diverse Einrichtungen der ESA werden lokal bereits gemeinsam mit den nationalen Raumfahrtorganisationen betrieben. Es besteht beispielsweise seit 2018 eine Kooperation mit dem DLR zur Nutzung von dessen GSOC-Kontrollzentrum in Oberpfaffenhofen, und mit der französischen Raumfahrtagentur CNES in Toulouse.

### Frankreichs Rolle
- Die ESA hat den Hauptsitz in Paris, das unterstreicht eine führende Rolle Frankreichs.
- Frankreich bezahlt den zweithöchsten Beitrag am ESA-Budget.
- Starke nationale Weltraumagentur CNES mit dem größten Budget unter allen ESA-Weltraumagenturen
- Hauptstandort der Entwicklung und des Betriebs der Ariane-Raketen, einschließlich der Triebwerksentwicklung
- Betrieb des Weltraumbahnhofs in Kourou auf französischem Terrain
- Entwicklung von Satellitenbussen

### Deutschlands Rolle

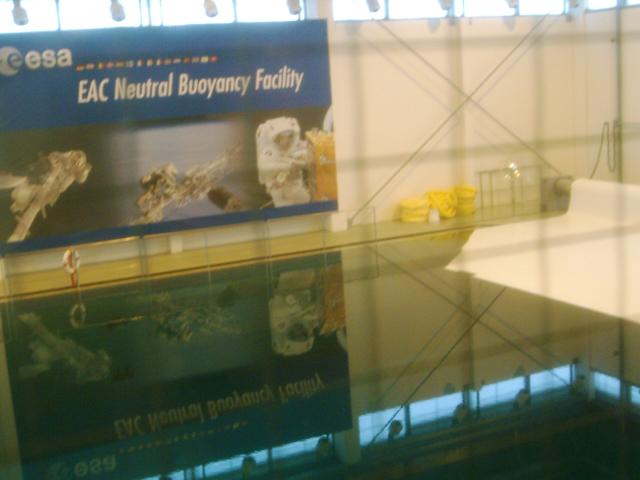
Das Tauchbecken im EAC in Köln für Schwerelosigkeitstrainings der ESA

- Deutschland ist größter Beitragszahler.
- Die Europäische Weltraumorganisation ist in Deutschland mit drei Standorten vertreten.
- Das Europäische Raumflugkontrollzentrum (ESOC) in Darmstadt ist seit 1967 für den Betrieb sämtlicher ESA-Satelliten und für das dazu notwendige weltweite Netz der ESTRACK-Bodenstationen verantwortlich. Es hat auch die Kontrolle bei Raketenstarts und unterstützt Deep-Space-Missionen mit Antennenstationen.
- Das Europäische Astronautenzentrum (EAC) in Köln ist ein Kompetenzzentrum zur Auswahl, Ausbildung, medizinischen Betreuung und Überwachung von Astronauten. Zudem betreut es Astronauten und deren Angehörige während der Vorbereitung und Durchführung der Weltraummissionen.
- Das Columbus-Kontrollzentrum (Col-CC) der ESA unterstützt das europäische Columbus-Labor als integralen Bestandteil der ISS. Das Col-CC befindet sich auf dem Gelände des Deutschen Zentrums für Luft- und Raumfahrt (DLR) in Oberpfaffenhofen bei München. In diesem Zusammenhang vertritt das Deutsche Zentrum für Luft- und Raumfahrt (DLR) die Interessen der Bundesrepublik Deutschland bei der ESA.
- Das Institut für Raumfahrtantriebe der DLR in Lampoldshausen testet im Auftrag der ESA Raketentriebwerke.

### Italiens Rolle
- Italien brachte die Expertise in der Entwicklung von Raketen und Satelliten bei der Gründung der ESA ein. Italien war die vierte Nation nach den USA, der Sowjetunion und Kanada, die einen Satelliten ins All brachte.
- Entwicklung und Betrieb der leichten Vega-Trägerraketen
- Europäisches Weltraumforschungsinstitut (ESRIN) in Frascati nahe Rom
- Entwicklung und Bau des ISS-Moduls Harmony

### Kooperationen mit Universitäten
Die Europäische Weltraumorganisation richtete mit mehreren Universitäten gemeinsame Forschungslabore namens ESA_Lab ein. ESA Labs existieren an folgenden Universitäten (Stand 2019, ohne Anspruch auf Vollständigkeit):
- Technische Universität Darmstadt[45]
- École des hautes études commerciales de Paris (HEC Paris)[46]
- Université de recherche Paris Sciences et Lettres[47]
- University of Central Lancashire[48]

## Ministerrat
Oberstes ESA-Gremium ist der Ministerrat. Alle drei Jahre (ehemals alle zwei Jahre) hält er eine Ministerkonferenz ab, an der alle Mitglieds- und Partnerländer der ESA teilnehmen. Der Ministerrat hat das letzte Wort bei Beschluss und Finanzierung der Projekte. Die Konferenz tagt jeweils in einer Stadt eines Mitgliedstaats. Es werden zukünftige Projekte und deren finanzielle Mittel beschlossen und, sofern ein Antrag vorliegt, über die Aufnahme neuer Partner und Mitglieder entschieden.
Im November 2012 fand die Konferenz in Neapel statt; dort wurde unter anderem die Finanzierung der Entwurfsstudien der Ariane 6 genehmigt. In Luxemburg wurde am 2. Dezember 2014 getagt. Hier wurde insbesondere der Bau der Ariane 6 beschlossen. Am 1. und 2. Dezember 2016 traf sich der Ministerrat in Luzern. Die weitere Finanzierung der ISS bis 2024 und von ExoMars wurde festgesetzt. Erstmals im dreijährigen Rhythmus fand die Konferenz am 27. und 28. November 2019 in Sevilla statt. Dort wurde unter anderem die Finanzierung der Ariane 6 sowie die Beteiligung an der Mondorbitstation LOP-G beschlossen.
Die nächste Ministerratskonferenz fand am 22. und 23. November 2022 in Paris statt. In einer Zeit hoher Inflation stockte sie das nominelle ESA-Budget um 17 % auf. Es wurde auch über Projekte für Kleinraketen beraten, die in Zukunft für den Start von Cubesats und anderen Kleinsatelliten eine wichtige Rolle spielen könnten. Während der Konferenz wurden 17 neue ESA-Astronauten vorgestellt.

## Finanzierung
Die ESA finanziert sich aus dem Staatshaushalt der Mitgliedstaaten. Die Anteile der einzelnen Staaten richten sich nach deren Bruttoinlandsprodukt. Es wird dabei unterschieden zwischen verpflichtenden Tätigkeiten, an denen sich alle Mitgliedstaaten beteiligen müssen, sowie einer Reihe freiwilliger Programme, bei denen es den einzelnen Staaten freigestellt ist, ob und in welchem Umfang sie sich beteiligen möchten. Im Gegensatz zum Ausschreibungswesen der EU richtet sich die Vergabe der ESA-Aufträge an die Industrie – gemäß dem Geo-Return-Abkommen – nach dem Finanzierungsanteil des zugehörigen Mitgliedstaates. Aufgrund der Convention for the establishment of a European Space Agency, einem Vertrag zwischen der ESA und jedem Mitgliedsstaat, gelten – wie auch mit der NATO oder der OECD – einige rechtliche Sonderregelungen. Unter anderem sind sämtliche Einkünfte der ESA und den zugehörigen Mitarbeitern von der Besteuerung und den Sozialversicherungssystemen der jeweiligen Mitgliedsstaaten ausgenommen. Aus diesem Grund besteht eine interne Steuer für ESA-Mitarbeiter. Für Mitarbeiter wird eine eigene Kranken-, Unfall- und Berufsunfähigkeitsversicherung sowie eine Pensionskasse gewährleistet.
Um die internationale Arbeit zu erleichtern, ist der Transport von Gütern der ESA vom Zoll, der Einfuhrumsatzsteuer und sonstigen Transportbeschränkungen des jeweiligen Mitgliedsstaates ausgenommen. Auch der Kauf von Gütern, die für die Arbeiten der ESA notwendig sind, ist von der Umsatzsteuer befreit.
| Jahr                   | 2012    | 2012   | 2013    | 2013   | 2014    | 2014   | 2015    | 2015   | 2016    | 2016   | 2017    | 2017   | 2018    | 2018   | 2019    | 2019   |
| Mitgliedstaaten        | Mio. €  | Anteil | Mio. €  | Anteil | Mio. €  | Anteil | Mio. €  | Anteil | Mio. €  | Anteil | Mio. €  | Anteil | Mio. €  | Anteil | Mio. €  | Anteil |
| ---------------------- | ------- | ------ | ------- | ------ | ------- | ------ | ------- | ------ | ------- | ------ | ------- | ------ | ------- | ------ | ------- | ------ |
| Österreich             | 52,2    | 1,8 %  | 50,1    | 1,6 %  | 50,2    | 1,5 %  | 51,5    | 1,6 %  | 47,6    | 1,3 %  | 47,1    | 1,2 %  | 47,4    | 1,2 %  | 57,0    | 1,4 %  |
| Belgien                | 169,8   | 5,8 %  | 187,7   | 6,0 %  | 188,6   | 5,6 %  | 189,5   | 5,8 %  | 188,9   | 5,0 %  | 206,0   | 5,5 %  | 203,4   | 5,1 %  | 191,4   | 4,6 %  |
| Tschechien             | 11,5    | 0,4 %  | 13,7    | 0,4 %  | 13,9    | 0,4 %  | 14,2    | 0,4 %  | 15,6    | 0,4 %  | 32,7    | 0,9 %  | 32,5    | 0,8 %  | 33,1    | 0,8 %  |
| Dänemark               | 27,8    | 0,9 %  | 25,7    | 0,8 %  | 23,4    | 0,7 %  | 26,8    | 0,8 %  | 29,5    | 0,8 %  | 30,5    | 0,8 %  | 31,6    | 0,8 %  | 31,5    | 0,8 %  |
| Estland                |         |        |         |        |         |        |         |        | 0,9     | 0,0 %  | 2,5     | 0,1 %  | 2,6     | 0,1 %  | 2,7     | 0,1 %  |
| Finnland               | 19,4    | 0,7 %  | 19,5    | 0,6 %  | 19,9    | 0,6 %  | 19,6    | 0,6 %  | 21,6    | 0,6 %  | 19,4    | 0,5 %  | 19,4    | 0,5 %  | 19,5    | 0,5 %  |
| Frankreich             | 751,4   | 25,6 % | 747,5   | 24,0 % | 754,6   | 22,6 % | 718,2   | 22,2 % | 844,5   | 22,6 % | 855,9   | 22,7 % | 961,2   | 24,2 % | 1.174,4 | 28,1 % |
| Deutschland            | 713,8   | 24,3 % | 772,7   | 24,8 % | 765,7   | 22,9 % | 797,4   | 24,6 % | 872,6   | 23,3 % | 858,4   | 22,7 % | 920,7   | 23,1 % | 927,1   | 22,2 % |
| Griechenland           | 8,6     | 0,3 %  | 15,1    | 0,5 %  | 14,5    | 0,4 %  | 12,1    | 0,4 %  | 11,9    | 0,3 %  | 14,6    | 0,4 %  | 10,5    | 0,3 %  | 10,5    | 0,3 %  |
| Ungarn                 |         |        |         |        |         |        |         |        | 5,0     | 0,1 %  | 6,2     | 0,2 %  | 6,2     | 0,2 %  | 5,2     | 0,1 %  |
| Irland                 | 15,6    | 0,5 %  | 17,3    | 0,6 %  | 18,4    | 0,6 %  | 18,0    | 0,6 %  | 23,3    | 0,6 %  | 17,8    | 0,5 %  | 17,4    | 0,4 %  | 19,5    | 0,5 %  |
| Italien                | 350,5   | 12,0 % | 400,0   | 12,9 % | 350,0   | 10,5 % | 329,9   | 10,2 % | 512,0   | 13,7 % | 550,0   | 14,6 % | 470,0   | 11,8 % | 420,2   | 10,1 % |
| Luxemburg              | 15,0    | 0,5 %  | 15,0    | 0,5 %  | 18,3    | 0,5 %  | 23,0    | 0,7 %  | 22,0    | 0,6 %  | 22,3    | 0,6 %  | 26,6    | 0,7 %  | 29,9    | 0,7 %  |
| Niederlande            | 60,3    | 2,1 %  | 79,5    | 2,6 %  | 125,1   | 3,7 %  | 74,7    | 2,3 %  | 102,6   | 2,7 %  | 72,0    | 1,9 %  | 91,1    | 2,3 %  | 77,7    | 1,9 %  |
| Norwegen               | 63,1    | 2,2 %  | 56,3    | 1,8 %  | 57,1    | 1,7 %  | 59,8    | 1,8 %  | 59,6    | 1,6 %  | 63,5    | 1,7 %  | 64,0    | 1,6 %  | 64,4    | 1,5 %  |
| Polen                  | 36,4    | 1,2 %  | 28,9    | 0,9 %  | 28,7    | 0,9 %  | 30,0    | 0,9 %  | 29,9    | 0,8 %  | 34,6    | 0,9 %  | 34,6    | 0,9 %  | 34,6    | 0,8 %  |
| Portugal               | 15,8    | 0,5 %  | 16,1    | 0,5 %  | 16,3    | 0,5 %  | 16,7    | 0,5 %  | 16,0    | 0,4 %  | 17,0    | 0,5 %  | 18,2    | 0,5 %  | 18,0    | 0,4 %  |
| Rumänien               | 7,6     | 0,3 %  | 16,0    | 0,5 %  | 22,5    | 0,7 %  | 25,4    | 0,8 %  | 26,1    | 0,7 %  | 30,0    | 0,8 %  | 42,6    | 1,1 %  | 45,4    | 1,1 %  |
| Spanien                | 184,0   | 6,3 %  | 149,6   | 4,8 %  | 139,2   | 4,2 %  | 131,7   | 4,1 %  | 152,0   | 4,1 %  | 151,2   | 4,0 %  | 204,9   | 5,2 %  | 201,8   | 4,8 %  |
| Schweden               | 65,3    | 2,2 %  | 75,0    | 2,4 %  | 94,6    | 2,8 %  | 80,3    | 2,5 %  | 73,9    | 2,0 %  | 72,3    | 1,9 %  | 72,4    | 1,8 %  | 74,4    | 1,8 %  |
| Schweiz                | 105,6   | 3,6 %  | 108,3   | 3,5 %  | 126,5   | 3,8 %  | 134,9   | 4,2 %  | 146,4   | 3,9 %  | 145,1   | 3,8 %  | 149,4   | 3,8 %  | 158,4   | 3,8 %  |
| Vereinigtes Königreich | 240,0   | 8,2 %  | 300,0   | 9,6 %  | 270,0   | 8,1 %  | 322,3   | 9,9 %  | 324,8   | 8,7 %  | 300,0   | 7,9 %  | 334,8   | 8,4 %  | 369,6   | 8,8 %  |
| Kanada                 | 18,7    | 0,6 %  | 15,5    | 0,5 %  | 19,5    | 0,6 %  | 15,5    | 0,5 %  | 13,2    | 0,4 %  | 13,1    | 0,3 %  | 19,7    | 0,5 %  | 11,8    | 0,3 %  |
| Slowenien              |         |        |         |        |         |        |         |        |         |        | 3,4     | 0,1 %  | 2,7     | 0,1 %  | 2,4     | 0,1 %  |
| Sonstige Erträge       |         |        |         |        | 222,1   | 6,7 %  | 149,8   | 4,6 %  | 204,4   | 5,5 %  | 209,8   | 5,6 %  | 194,5   | 4,9 %  | 199,6   | 4,8 %  |
| ESA gesamt             | 2.932,4 |        | 3.109,5 |        | 3.339,3 |        | 3.241,2 |        | 3.740,0 |        | 3.780,0 |        | 3.980,0 |        | 4.180,0 |        |

| Jahr                   | 2020    | 2020   | 2021    | 2021   | 2022    | 2022   | 2023    | 2023   | 2024    | 2024   |
| Mitgliedstaaten        | Mio. €  | Anteil | Mio. €  | Anteil | Mio. €  | Anteil | Mio. €  | Anteil | Mio. €  | Anteil |
| ---------------------- | ------- | ------ | ------- | ------ | ------- | ------ | ------- | ------ | ------- | ------ |
| Österreich             | 51,2    | 1,0 %  | 54,8    | 1,2 %  | 49,8    | 1,0 %  | 65,5    | 1,3 %  | 62,4    | 1,2 %  |
| Belgien                | 210,0   | 4,3 %  | 255,8   | 5,6 %  | 238,7   | 5,0 %  | 260,0   | 5,3 %  | 292,6   | 5,6 %  |
| Tschechien             | 44,7    | 0,9 %  | 43,0    | 0,9 %  | 45,4    | 0,9 %  | 49,2    | 1,0 %  | 48,4    | 0,9 %  |
| Dänemark               | 33,8    | 0,7 %  | 33,0    | 0,7 %  | 33,8    | 0,7 %  | 35,1    | 0,7 %  | 35,1    | 0,7 %  |
| Estland                | 3,7     | 0,1 %  | 2,7     | 0,1 %  | 2,0     | 0,0 %  | 6,9     | 0,1 %  | 7,0     | 0,1 %  |
| Finnland               | 27,4    | 0,6 %  | 27,5    | 0,6 %  | 28,7    | 0,6 %  | 39,0    | 0,8 %  | 33,5    | 0,6 %  |
| Frankreich             | 1.311,7 | 26,9 % | 1.065,8 | 23,4 % | 1.178,2 | 24,5 % | 1.000,9 | 20,4 % | 1.048,4 | 20,1 % |
| Deutschland            | 981,7   | 20,1 % | 968,6   | 21,3 % | 1.017,5 | 21,1 % | 1.046,8 | 21,4 % | 1.171,6 | 22,4 % |
| Griechenland           | 20,6    | 0,4 %  | 19,9    | 0,4 %  | 20,0    | 0,4 %  | 21,0    | 0,4 %  | 16,1    | 0,3 %  |
| Ungarn                 | 11,7    | 0,2 %  | 16,8    | 0,4 %  | 21,2    | 0,4 %  | 24,7    | 0,5 %  | 23,2    | 0,4 %  |
| Irland                 | 24,8    | 0,5 %  | 18,8    | 0,4 %  | 22,9    | 0,5 %  | 21,4    | 0,4 %  | 22,8    | 0,4 %  |
| Italien                | 665,8   | 13,7 % | 589,9   | 13,0 % | 680,2   | 14,1 % | 580,1   | 11,8 % | 881,2   | 16,9 % |
| Luxemburg              | 29,9    | 0,6 %  | 46,9    | 1,0 %  | 47,5    | 1,0 %  | 42,0    | 0,9 %  | 41,6    | 0,8 %  |
| Niederlande            | 100,3   | 2,1 %  | 87,9    | 1,9 %  | 99,6    | 2,1 %  | 95,6    | 2,0 %  | 117,1   | 2,2 %  |
| Norwegen               | 86,3    | 1,8 %  | 83,2    | 1,8 %  | 71,8    | 1,5 %  | 75,4    | 1,5 %  | 71,4    | 1,4 %  |
| Polen                  | 38,4    | 0,8 %  | 39,0    | 0,9 %  | 44,8    | 0,9 %  | 44,7    | 0,9 %  | 47,7    | 0,9 %  |
| Portugal               | 21,0    | 0,4 %  | 28,0    | 0,6 %  | 25,2    | 0,5 %  | 30,8    | 0,6 %  | 19,4    | 0,4 %  |
| Rumänien               | 34,3    | 0,7 %  | 43,0    | 0,9 %  | 39,4    | 0,8 %  | 56,4    | 1,2 %  | 51,0    | 1,0 %  |
| Spanien                | 249,5   | 5,1 %  | 223,6   | 4,9 %  | 220,7   | 4,6 %  | 285,7   | 5,8 %  | 297,5   | 5,7 %  |
| Schweden               | 83,2    | 1,7 %  | 80,0    | 1,8 %  | 75,0    | 1,6 %  | 84,0    | 1,7 %  | 80,0    | 1,5 %  |
| Schweiz                | 167,0   | 3,4 %  | 172,6   | 3,8 %  | 174,7   | 3,6 %  | 184,5   | 3,8 %  | 188,2   | 3,6 %  |
| Vereinigtes Königreich | 464,3   | 9,5 %  | 418,8   | 9,2 %  | 437,9   | 9,1 %  | 609,6   | 12,4 % | 448,9   | 8,6 %  |
| Kanada                 | 28,0    | 0,6 %  | 24,9    | 0,5 %  | 16,9    | 0,4 %  | 19,0    | 0,4 %  | 11,0    | 0,2 %  |
| Slowenien              | 3,2     | 0,1 %  | 3,1     | 0,1 %  | 2,7     | 0,1 %  | 3,4     | 0,1 %  | 3,9     | 0,1 %  |
| Lettland               |         |        | 0,3     | 0,0 %  | 1,1     | 0,0 %  | 1,1     | 0,0 %  | 0,5     | 0,0 %  |
| Litauen                |         |        |         |        | 3,0     | 0,1 %  | 1,8     | 0,0 %  | 0,9     | 0,0 %  |
| Slowakei               |         |        |         |        |         |        | 3,0     | 0,1 %  | 3,5     | 0,1 %  |
| Sonstige Erträge       | 181,3   | 3,7 %  | 197,6   | 4,3 %  | 216,1   | 4,5 %  | 209,5   | 4,3 %  | 203,2   | 3,9 %  |
| ESA gesamt             | 4.870,0 |        | 4.550,0 |        | 4.814,8 |        | 4.900,0 |        | 5.230,0 |        |

| Jahr                   | 2012    | 2012   | 2013    | 2013   | 2014   | 2014   | 2015    | 2015   | 2016    | 2016   | 2017    | 2017   | 2018    | 2018   | 2019    | 2019   |
|                        | Mio. €  | Anteil | Mio. €  | Anteil | Mio. € | Anteil | Mio. €  | Anteil | Mio. €  | Anteil | Mio. €  | Anteil | Mio. €  | Anteil | Mio. €  | Anteil |
| ---------------------- | ------- | ------ | ------- | ------ | ------ | ------ | ------- | ------ | ------- | ------ | ------- | ------ | ------- | ------ | ------- | ------ |
| Europäische Union      | 867,7   | 77,5 % | 911,1   | 77,7 % | 623,9  | 81,8 % | 1.030,5 | 86,5 % | 1.324,8 | 87,8 % | 1.697,9 | 86,1 % | 1.314,9 | 80,9 % | 1.249,7 | 81,3 % |
| EUMETSAT / ECS-Staaten | 5,8     | 0,5 %  | 4,6     | 0,4 %  | 75,0   | 9,8 %  | 122,4   | 10,3 % | 147,9   | 9,8 %  | 182,7   | 9,3 %  | 221,1   | 13,6 % | 187,2   | 12,2 % |
| Sonstige Erträge       | 246,5   | 22,0 % | 256,8   | 21,9 % | 63,8   | 8,4 %  | 38,8    | 3,3 %  | 35,6    | 2,4 %  | 90,7    | 4,6 %  | 88,5    | 5,4 %  | 99,5    | 6,5 %  |
| Gesamt                 | 1.120,0 |        | 1.172,5 |        | 762,7  |        | 1.191,7 |        | 1.510,0 |        | 1.970,0 |        | 1.620,0 |        | 1.540,0 |        |

| Jahr                   | 2020    | 2020   | 2021    | 2021   | 2022    | 2022   | 2023    | 2023   | 2024    | 2024   |
|                        | Mio. €  | Anteil | Mio. €  | Anteil | Mio. €  | Anteil | Mio. €  | Anteil | Mio. €  | Anteil |
| ---------------------- | ------- | ------ | ------- | ------ | ------- | ------ | ------- | ------ | ------- | ------ |
| Europäische Union      | 1.536,4 | 84,9 % | 1.687,4 | 87,0 % | 2.030,6 | 79,6 % | 1.714,6 | 71,6 % | 1.822,6 | 71,2 % |
| EUMETSAT / ECS-Staaten | 200,4   | 11,1 % | 194,7   | 10,0 % | 171,6   | 6,7 %  | 127,4   | 5,3 %  | 116,4   | 4,6 %  |
| Sonstige Erträge       | 73,2    | 4,0 %  | 57,9    | 3,0 %  | 350,4   | 13,7 % | 551,0   | 23,1 % | 821,2   | 32,1 % |
| Gesamt                 | 1.810,0 |        | 1.940,0 |        | 2.552,6 |        | 2.395,4 |        | 2.760,2 |        |

| Jahr                                                      | 2016   | 2017   | 2018   | 2019   | 2020   | 2021    | 2022    | 2023    | 2024   |
| --------------------------------------------------------- | ------ | ------ | ------ | ------ | ------ | ------- | ------- | ------- | ------ |
| Wissenschaftsprogramm                                     | 9,7 %  | 8,9 %  | 9,2 %  | 9,2 %  | 8,1 %  | 8,6 %   | 8,1 %   | 8,4 %   | 8,1 %  |
| bemannte Raumfahrt, Mikrogravitation robotische Erkundung | 1      | 11,0 % | 13,1 % | 12,0 % | 9,7 %  | 10,4 %  | 13,0 %  | 12,5 %  | 11,2 % |
| Telekommunikation integrierte Anwendungen                 | 6,8 %  | 5,6 %  | 4,9 %  | 6,8 %  | 7,0 %  | 6,7 %   | 7,2 %   | 8,7 %   | 6,8 %  |
| Erdbeobachtung                                            | 30,5 % | 26,9 % | 26,0 % | 24,3 % | 23,0 % | 22,2 %  | 22,5 %  | 25,0 %  | 30,5 % |
| Navigation                                                | 11,6 % | 17,6 % | 14,0 % | 13,1 % | 16,5 % | 18,9 %  | 21,4 %  | 16,0 %  | 13,5 % |
| Weltraumsicherheit                                        | 0,2 %  | 0,3 %  | 0,4 %  | 0,5 %  | 1,2 %  | 2,5 %   | 1,6 %   | 3,2 %   | 3,5 %  |
| Technologie                                               | 1,9 %  | 2,0 %  | 3,2 %  | 2,1 %  | 3,2 %  | 3,4 %   | 3,1 %   | 3,1 %   | 2,5 %  |
| Raumtransport                                             | 20,0 % | 18,9 % | 19,8 % | 22,5 % | 23,0 % | 18,1 %  | 14,1 %  | 12,6 %  | 13,3 % |
| grundlegende Aktivitäten                                  | 4,4 %  | 4,1 %  | 4,2 %  | 4,2 %  | 3,8 %  | 4,2 %   | 4,1 %   | 4,3 %   | 4,1 %  |
| Prodex-Kooperationsprogramm                               | 1      | 0,8 %  | 1,2 %  | 1,2 %  | 0,9 %  | 1,0 %   | 0,9 %   | 0,7 %   | 0,7 %  |
| Kommerzialisierung                                        |        |        |        |        |        |         |         | 1,2 %   | 1,4 %  |
| allgemeines Budget                                        | 4,1 %  | 3,9 %  | 3,9 %  | 4,1 %  | 3,5 %  | 4,0 %   | 3,9 %   | 4,3 %   | 4,2 %  |
| Kooperationsstaaten                                       | 0,1 %  | 0,1 %  | 0,1 %  | 0,1 %  | 0,1 %  | < 0,1 % | < 0,1 % | < 0,1 % | 0,1 %  |

## Projekte und Aktivitäten
Die ESA betreibt und unterstützt eine Vielzahl von Projekten und Aktivitäten. Diese werden teilweise in eigener Trägerschaft und teilweise in Kooperation mit anderen Raumfahrtagenturen durchgeführt, zudem in Zusammenarbeit mit Forschungsinstituten und mit der europäischen Raumfahrtindustrie.

### ESA-Programme und -Säulen
Die laufenden Projekte der ESA fallen in die Zuständigkeit verschiedener Programme und Bereiche, die jeweils über ein eigenes Budget verfügen. Dies sind mit Stand 2023:
- Weltraumwissenschaft; hierzu zählen beispielsweise Raumsonden und Weltraumteleskope
- bemannte und robotische Erkundung und Experimente in der Mikrogravitation
- Erdbeobachtung
- Telekommunikation (Kommunikationssatelliten) und integrierte Anwendungen
- Satellitennavigation (Galileo)
- Weltraumsicherheit, vormals SSA-Programm
- Raumtransport – Entwicklung von Trägerraketen und Raumschiffen
- Prodex-Programm (PROgramme de Développement d'Expériences scientifiques) – Koordination der Beteiligung von Instituten und Industrie an ESA-Experimenten[79]
- Kommerzialisierung (seit 2023)
- Kooperationsstaaten-Programm
- Technologie – Technologiezentren, Laboratorien, Entwicklung- und Testeinrichtungen usw., deren Dienste von verschiedenen Programmen genutzt werden
- Betrieb

Im Jahr 2018 schlug der damalige ESA-Direktor Jan Wörner vor, die ESA-Aktivitäten ab etwa 2020 „um vier Säulen herum auszutragen“. Diese vier „Säulen“ bzw. Sparten sind eine vereinfachte, zusammenfassende Darstellung der meisten ESA-Programme und -Bereiche. Seit Herbst 2019 bilden sie die Grundlage der Außendarstellung auf der ESA-Website und sind dort wie folgt farblich markiert:
- Science & Exploration (Wissenschaft & Erkundung), bestehend aus Weltraumwissenschaft und bemannter und robotischer Erkundung[81]
- Space Safety (Weltraumsicherheit, siehe Space Safety; anfangs Safety & Security genannt[82]), bestehend aus den Bereichen Planetare Verteidigung, Weltraummüll und Müllbeseitigung, Weltraumwetter, Sicherheitsanwendungen (Safety & Security Applications) und Informationssicherheit (Cyber resilience)[83]
- Applications (Anwendungen), bestehend aus den Bereichen Erdbeobachtung, Telekommunikation, Satellitennavigation und Technologietransfer („Downstream“)[84]
- Enabling & Support, bestehend aus Technologie („Building missions“), Raumtransport und Betrieb (Operations)[85]

Alle sonstigen Aktivitäten und Veröffentlichungen, die sich keiner Säule zuordnen lassen (beispielsweise das Prodex- und das Kooperationsstaatenprogramm) sind ebenso wie viele historische Projekte mit dem Etikett Agency versehen. Hierzu zählen auch die Verwaltung der ESA, die Öffentlichkeitsarbeit, die politischen Aktivitäten, die Planung der Budgets, die Finanzierung der Projekte, der Abschluss von Verträgen etc.
Die Struktur und Farbgebung der nachfolgenden Abschnitte orientiert sich an diesem Säulenmodell, weicht jedoch in zwei Punkten von der ESA-Darstellung ab:
- Der Bereich Science & Exploration ist in bemannte und unbemannte Raumfahrt unterteilt, um einen Überblick über die bemannte europäische Raumfahrt zu geben. Die ESA fasst hingegen die bemannte Raumfahrt mit unbemannten Landesonden und Mikrogravitationsexperimenten zusammen, entsprechend ihrer organisatorischen und finanziellen Struktur.
- Alle historischen Missionen sind den heutigen Programmen und Säulenfarben zugeordnet; der Bereich „Agency“ entfällt.

### Unbemannte Weltraumforschung
Die unbemannte Erforschung des Weltraums ist heute Teil der ESA-Sparte Science & Exploration (Wissenschaft & Erkundung), in der die Programme Space Science (Weltraumwissenschaft) und Human and Robotic Exploration (bemannte und unbemannte Erkundung) zusammengefasst sind. Die Beteiligung an den Wissenschaftsmissionen ist für die ESA-Mitglieder verpflichtend, bei den anderen Bereichen erfolgt die Beteiligung freiwillig.
Zu den unbemannten Weltraumforschungsprojekten der ESA zählen Entwicklung und Betrieb von Raumsonden und Weltraumteleskope wie Solar Orbiter, JUICE, CHEOPS, BepiColombo und Gaia. Auch an den Teleskopprojekten Hubble und Webb ist die ESA beteiligt. Die Langzeitplanungen der ESA für den Forschungsbereich wurden in aufeinanderfolgenden Rahmenprogrammen entwickelt. Mitte der 1980er-Jahre wurde zunächst der Plan Horizon 2000 definiert, der Mitte der 1990er-Jahre durch Horizon 2000 Plus aktualisiert wurde. Im Rahmen des darauf folgenden Prozesses Cosmic Vision wurde der seitdem gültige Plan Cosmic Vision 2015–2025 entwickelt, mit den übergreifenden Fragen: Was sind die Bedingungen für die Entstehung von Planeten und das Aufkommen des Lebens? Wie funktioniert das Sonnensystem? Was sind die grundlegenden physikalischen Gesetze des Universums? Wie entstand das Universum und woraus besteht es?
Unter Robotic Exploration werden Missionen mit Rovern und ferngesteuerten oder autonome Robotern verstanden, beispielsweise zur Gewinnung von Probenmaterial auf der Oberfläche von anderen Himmelskörpern. Hierzu zählen die Titan-Sonde Huygens und ExoMars Rosalind Franklin.

#### Missionsklassen
Die ESA initiiert regelmäßig neue wissenschaftliche Missionen. Diese werden anhand von Kriterien wie der Entwicklungszeit und dem zugeordneten Budget in Klassen eingeteilt. Missionen aus den Bereichen Anwendungen und Weltraumsicherheit werden nicht aus den Pflichtbeiträgen der ESA-Mitgliedsstaaten finanziert, sondern durch freiwillige Beiträge, teils auch aus EU-Mitteln, und werden daher nicht in Klassen eingeteilt.
- Large-Class-Missionen (L-class) sind technologisch führende Missionen unter alleiniger Leitung und Verantwortung der ESA, die ungefähr alle zehn Jahre gestartet werden sollen. Sie haben eine lange Entwicklungszeit und sind auf eine lange Missionsdauer ausgelegt. Der Kostenrahmen beträgt ungefähr 900 Millionen Euro je Mission. Die bisher ausgewählten L-Klasse-Missionen sind JUICE (L1), ATHENA (L2) und LISA (L3).
- Medium-Class-Missionen (M-class) können unter der Führerschaft der ESA oder gemeinsam mit anderen Partnern durchgeführt werden. Diese Missionen sind in ihrer Gestaltung flexibler. Es sollen ungefähr zwei M-Klasse-Missionen in einem Jahrzehnt gestartet werden. Der Kostenrahmen beträgt ungefähr 500 Millionen Euro pro Mission. Die gegenwärtig verfolgten M-Klasse-Missionen sind Solar Orbiter (M1), Euclid (M2), PLATO (M3), ARIEL (M4), und EnVision (M5)
- Small-Class-Missionen (S-class) sind ein neueres Konzept, das Raumfahrtagenturen der Mitgliedsstaaten eine führende Rolle erlaubt. Das Budget ist auf 50 Millionen Euro beschränkt, und es soll ungefähr alle vier Jahre eine Mission starten. Die erste S-Klasse-Mission ist das Cheops-Weltraumteleskop.
- Fast-Class-Missionen (F-class) sollen bekannte Technologie für neue Aufgaben anwenden und eine kurze Entwicklungszeit haben. F-Klasse-Missionen sollen neben den M-Klasse-Missionen gestartet werden. Die erste geplante F-Klasse-Mission ist die Raumsonde Comet Interceptor.
- Missions of Opportunity: Diese Missionen sind nicht lange vorgeplant, sondern erlauben der ESA, sich bei Gelegenheit kurzfristig an Missionen anderer Weltraumagenturen zu beteiligen. Beteiligungen dieser Art gibt es für Hinode, IRIS, Proba-3, XRISM, Einstein Probe, MMX, das Nancy Grace Roman Space Telescope und Solar-C. Auch die Microscope-Mission unter der Führung der CNES war eine solche Mission. Das maximale Budget für diese Missionen ist jeweils auf 50 Millionen Euro begrenzt, und der wissenschaftliche Nutzen für Wissenschaftler der ESA-Mitgliedsstaaten muss von Anfang an feststehen. Insbesondere muss durch die Teilnahme Zugang zu wissenschaftlichen Daten ermöglicht werden, die sonst nicht erreichbar wären.

#### Auswahl- und Umsetzungsprozess
Alle wissenschaftlichen Projekte der ESA durchlaufen einen vorgegebenen Auswahl- und Umsetzungsprozess. In den 2010er Jahren beschrieb das Wissenschaftsdirektorat der ESA diesen Prozess in vier Phasen:
- Ideenfindung (Call for Ideas): Während dieser Phase wird die wissenschaftliche Gemeinschaft um Missionsvorschläge gebeten. Diese Vorschläge werden durch Peer-Review-Kommissionen geprüft, und es werden Empfehlungen gegeben, welche Vorschläge die nächste Phase erreichen sollen.
- Einschätzungsphase (Assessment Phase): Nun werden maximal vier Missionen vom Science Programme Committee (SPC) ausgewählt. Das jeweilige Missionsteam entwirft zusammen mit ESA-Ingenieuren die Nutzlast. Dabei soll der wissenschaftliche Wert und die technische Realisierbarkeit der Mission gezeigt werden. Eine der vier Missionen wird dann vom Space Science Advisory Committee (SSAC) für die nächste Phase ausgewählt.
- Definitionsphase: Hier sollen die Kosten und der Zeitplan für die Mission geplant werden. Am Ende wird der Vertragspartner, der mit dem Bau der Instrumente und anderer Komponenten betraut wird, ausgewählt.
- Entwicklungsphase: In dieser Phase wird das Programm zusammen mit dem ausgewählten Industriepartner entwickelt und verwirklicht.

Seit der Auflage von Cosmic Vision wird der Prozess in zehn Schritten dargestellt:
1. Die ESA veröffentlicht einen Aufruf zur Abgabe von Missionsvorschlägen (Call for Missions Proposal), der die Rahmenbedingungen für eine neue Mission beschreibt, einschließlich der verfügbaren Finanzmittel und des erwarteten Startdatums.
2. Die Wissenschaftsgemeinschaft reicht Missionsvorschläge ein.
3. Die ESA prüft diese Vorschläge auf ihre Machbarkeit.
4. Machbare Vorschläge werden in einem Peer-Review-Prozess beurteilt, unter anderem durch das Space Science Advisory Committee (SSAC) der ESA. Einer oder mehrere Missionskandidaten werden ausgewählt, und es finden erste Machbarkeitsstudien statt („Phase 0“). Neben den vorschlagenden Wissenschaftlern werden hierbei auch schon Industriepartner mit einbezogen.
5. Nach einem weiteren Peer-Review und einem wissenschaftlichen Review durch das SSAC („Phase A“) wählt das SPC die zu realisierende Mission aus.
6. In einer detaillierten Studienphase wird zusammen mit Industriepartnern die technische und programmatische Machbarkeit geprüft („Phase B1“).
7. Das SPC nimmt die Mission zur Realisierung an.
8. Das Weltraum- und Bodensegment der Mission wird entwickelt (Phase B2, C und D[91])
9. Das Raumfahrzeug wird gestartet.
10. Das Raumfahrzeug wird betrieben und liefert Daten.

Die Schritte 4 und 5 entsprechen der Einschätzungsphase des Vier-Phasen-Modells, die Schritte 6 und 7 der Definitionsphase.

#### Abgeschlossene Forschungsprojekte
Diese Missionen haben ihre aktive Phase abgeschlossen, in der sie Daten gesammelt haben. Alle Missionsdaten wurden langfristig archiviert, um auch künftigen Generationen von Forschern zur Verfügung zu stehen.
| Betriebszeit | Bezeichnung     | Beschreibung |
| ------------ | --------------- | --- |
| 1975–1982    | COS-B           | Erste Mission der ESA, Untersuchung von Gamma-Strahlungsquellen. |
| 1977–1987    | ISEE 2          | Programm aus drei Raumflugkörpern zur Erforschung der Wechselwirkungen des Sonnenwindes mit der Magnetosphäre der Erde. ISEE 1 und 3 waren NASA-Satelliten. ISEE 3 wurde nach der Primärmission als Kometensonde ICE genutzt.                                                       |
| 1978–1996    | IUE             | Weltraumteleskop im Bereich Ultraviolettstrahlung, die durch die Atmosphäre absorbiert wird; erstes Weltraumteleskop der ESA |
| 1978–1985    | GEOS 2          | Messungen der Erdmagnetosphäre aus einer geostationären Umlaufbahn, Ersatz für den durch einen Raketenfehlstart verloren gegangenen Satelliten GEOS 1. |
| 1983–1986    | EXOSAT          | Erste Mission der ESA, die Röntgenquellen im Weltall untersuchte. |
| 1985–1992    | Giotto          | Erste Tiefraummission der ESA zum Halleyschen Kometen und dem Kometen Grigg-Skjellerup. Giotto fand erstmals Spuren von organischem Material auf einem Kometen. |
| 1989–1993    | Hipparcos       | Astrometriesatellit, kartographierte etwa 100.000 Sterne mit sehr hoher und mehr als 2,5 Millionen Sterne mit niedrigerer Präzision. |
| 1990–2009    | Ulysses         | Sonde, die als erste über die Sonnenpole flog. Lieferte Erkenntnisse über das Magnetfeld der Sonne und den Sonnenwind; war bis dahin die langlebigste ESA-Mission. (ESA und NASA, in Europa gebaut).                                                                                |
| 1992–1993    | Eureca          | Europas freifliegende Plattform war der erste wiederverwendbare Satellit der ESA und führte Mikrogravitationsexperimente und vieles mehr aus. Eureca wurde von einem Space Shuttle ausgesetzt und von einem anderen wieder eingefangen.                                             |
| 1995–1998    | ISO             | Weltraumteleskop im Infrarotbereich |
| 1997–2005    | Huygens         | Im Januar 2005 landete die Sonde Huygens auf dem größten Saturn-Mond, Titan, fotografierte die Oberfläche und führte chemische Analysen durch. Huygens ist damit die erste Sonde, die auf einem Mond eines anderen Planeten landete. (Beitrag der ESA zur NASA/ASI-Mission Cassini) |
| 2003–2006    | SMART-1         | Erste ESA-Mission zum Mond, die die chemische Zusammensetzung der Oberfläche bestimmen sollte. Dabei wurde das PPS 1350 als Ionenantrieb erfolgreich getestet. Am 3. September 2006 planmäßiger Aufschlag auf dem Mond.                                                             |
| 2003–2008    | Double Star     | Diese Mission der ESA und der chinesischen CNSA untersuchte ähnlich den Cluster-II-Satelliten mit zwei gemeinsam arbeitenden Satelliten die Effekte der Sonne auf das Klima. |
| 2005–2014    | Venus Express   | Raumsonde, die nach dem Muster des Mars Express die Venus untersuchte. |
| 2008–2009    | Chandrayaan-1   | Eine Mission der ISRO, einige der Instrumente wurde von der ESA und europäischen Partnern bereitgestellt, außerdem Unterstützung in kritischen Phasen. |
| 2009–2013    | Herschel        | Infrarot-Weltraumteleskop, das im zweiten Lagrange-Punkt die Entstehung von Sternen und Galaxien beobachtete. |
| 2009–2013    | Planck          | Das Planck-Weltraumteleskop maß die kosmische Hintergrundstrahlung mit hoher Genauigkeit. Damit wurden Rückschlüsse auf den Urknall gezogen. |
| 2006–2014    | COROT           | Dieses Weltraumteleskop der CNES mit Beteiligung der ESA suchte nach Gasplaneten (Hot Jupiters) und erdähnlichen Planeten außerhalb des Sonnensystems. |
| 2004–2016    | Rosetta         | Die Sonde flog zum Kometen Tschurjumow-Gerassimenko und setzte im November 2014 ein Landegerät ab; letzteres wurde unter deutsch-französischer Leitung betrieben. Am 30. September 2016 planmäßiger Aufprall auf dem Kometen.                                                       |
| 2015–2017    | LISA Pathfinder | LISA Pathfinder (ehem. SMART-2) war ein Satellit zur Erprobung der Technologien für die angestrebte LISA-Mission. Getestet wurde die Erkennung von Gravitationswellen, Formationsflüge und Interferenzmessungen.                                                                    |
| 2013–2025    | Gaia            | Astrometrische Durchmusterung, misst hochpräzise Positionen, Magnituden, Bewegung, Farben und Spektren von 2,5 Milliarden Himmelsobjekten. Mehrere Kataloge wurden veröffentlicht, der endgültige Katalog wird drei Jahre nach Missionsende erwartet.                               |

#### Missglückte Forschungsprojekte
| Betriebszeit | Bezeichnung  | Beschreibung |
| ------------ | ------------ | --- |
| 1996         | Cluster      | Die Ariane 5 startete am 4. Juni 1996 zu ihrem Erstflug. Nach genau 36,7 Sekunden sprengte sich die Rakete selbst mitsamt ihrer Nutzlast, den vier Cluster-Satelliten, nachdem sie durch die aerodynamischen Belastungen eines extremen Kurswechsels auseinanderzubrechen begann. Vier Ersatzsatelliten sind erfolgreich im Einsatz. |
| 2016         | Schiaparelli | Eine Landesonde, die infolge einer Fehlfunktion hart auf der Marsoberfläche aufschlug und dabei zerstört wurde. |

#### Laufende Forschungsprojekte
Diese Projekte befinden sich in der aktiven Phase, in der Daten gewonnen werden.

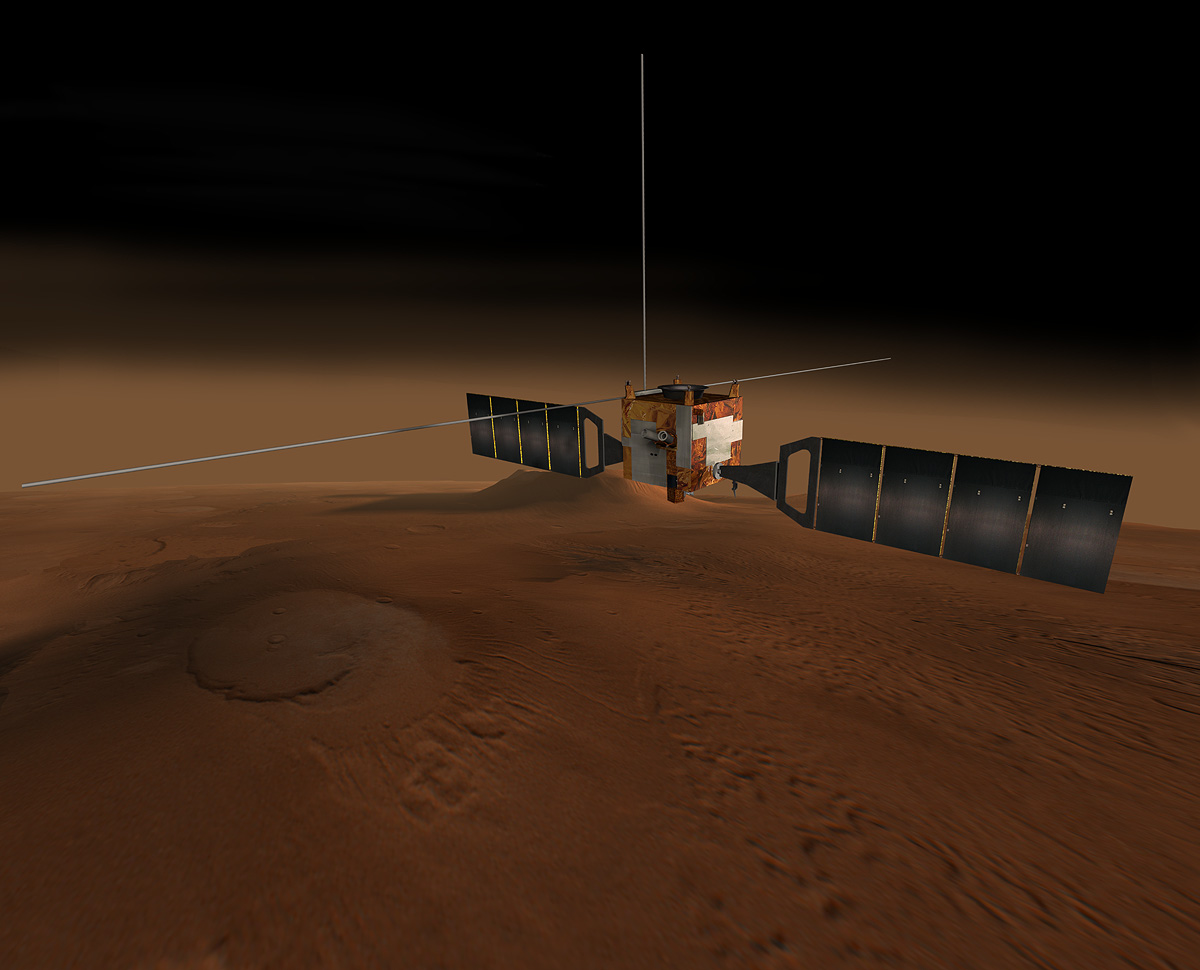
Mars Express
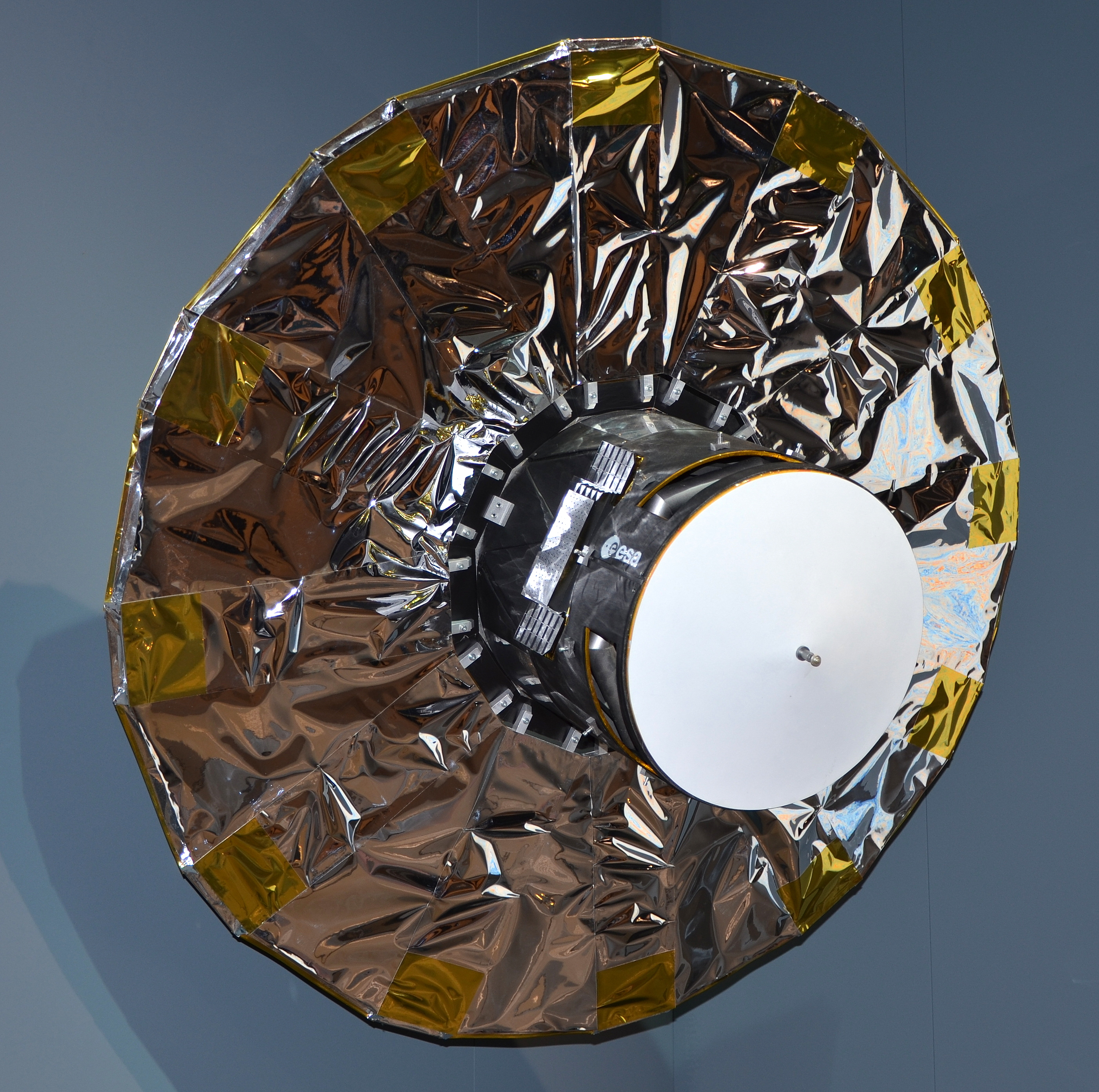
Modell von Gaia
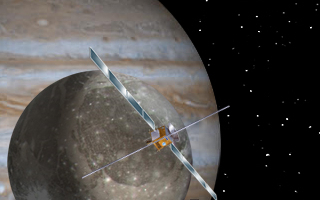
Künstlerische Darstellung von JUICE über Ganymed

| Startjahr | Bezeichnung                | Beschreibung |
| --------- | -------------------------- | --- |
| 1990      | Hubble-Weltraumteleskop    | Teleskop im optischen, UV- und IR-Bereich, eine der langlebigsten und erfolgreichsten ESA-Missionen. Zu diesem überwiegend von der NASA getragenen Projekt steuerte die ESA unter anderem dessen hochauflösende Teleobjektivkamera bei. |
| 1995      | SOHO                       | Sonnen- und Heliosphärenobservatorium gemeinsam mit der NASA. Hat Entdeckungen über das Innere und die Atmosphäre der Sonne gemacht und überwacht permanent Sonnenstürme. Geplant war der Einsatz für zwei Jahre, daraus wurde eine der längsten laufenden Missionen der ESA und NASA. Ca. 2025 wird das Ende durch Treibstoffmangel erwartet. |
| 1999      | XMM-Newton                 | Weltraumobservatorium mit drei Wolters-Teleskopen für die Röntgenastronomie. |
| 2000      | Cluster II                 | Vier im Verbund betriebene Satelliten; diese vermitteln ein dreidimensionales Bild von Kollisionen zwischen dem Sonnenwind und dem Magnetfeld der Erde und von den damit verbundenen magnetischen Stürmen im Weltraum. (ESA und NASA, in Europa gebaut)                                                                                        |
| 2002      | Integral                   | Erstes Weltraumteleskop, das Objekte sowohl im sichtbaren, Gammastrahlen- als auch Röntgen-Bereich beobachten kann. Eines der Hauptziele ist die Erforschung von Gamma-Bursts. |
| 2003      | Mars Express               | Marsorbiter, erste europäische Marssonde. Besitzt neben einer hochauflösenden Stereokamera ein Fourier-Spektrometer zur Suche von Wasservorkommen. (ESA plus Landegerät unter britischer Leitung) |
| 2016      | ExoMars Trace Gas Orbiter  | Mission zur Erforschung der Marsatmosphäre innerhalb des ExoMars-Projekts. Der Lander Schiaparelli ging beim Landeversuch verloren. ExoMars dient als Relaisstation für diverse Marsmissionen auch anderer Weltraumagenturen. |
| 2018      | BepiColombo                | Gemeinsame ESA-JAXA-Mission, soll den Planeten Merkur kartographieren und dessen Magnetosphäre genau untersuchen. Geplantes Einschwenken in den Merkurorbit Ende 2026. |
| 2019      | CHEOPS                     | Ein Weltraumteleskop, das die Haupteigenschaften bereits entdeckter Exoplaneten feststellen soll. |
| 2020      | Solar Orbiter              | Der Solar Orbiter soll der Sonne bis auf 45 Sonnenradien nahekommen und dabei Aufnahmen der Sonnenatmosphäre mit einer Auflösung von 100 km pro Pixel liefern. Auch die Polarregionen der Sonne, die von der Erde nicht sichtbar sind, sollen studiert werden.                                                                                 |
| 2021      | James Webb Space Telescope | Dieses bislang größte und aufwändigste Weltraumteleskop wurde von der NASA in Zusammenarbeit mit der ESA und CSA als Nachfolger des Hubble-Teleskops entwickelt. |
| 2023      | JUICE                      | Mission zu den Jupitermonden Europa, Kallisto und Ganymed. Juice soll nach zwei Vorbeiflügen an Europa und einem an Kallisto in einen Orbit um Ganymed eintreten. |
| 2023      | Euclid                     | Weltraumteleskop zur detaillierten Vermessung der Rotverschiebung |
| 2024      | Proba-3                    | Technologieerprobungssatellit für hochpräzisen Formationsflug und Koronografie, von der ESA primär in der Sparte Enabling & Support, aber auch unter Science & Exploration geführt. |

#### Forschungsprojekte in Entwicklung und Bau
Die folgenden Science-&-Exploration-Projekte haben die Assessment-Phase (Einschätzungsphase) durchlaufen und sollen verwirklicht werden.
| Startjahr (geplant) | Bezeichnung               | Beschreibung |
| ------------------- | ------------------------- | --- |
| 2026                | SMILE                     | Mission von ESA und der Chinesischen Akademie der Wissenschaften (CAS). SMILE soll die Wechselwirkung zwischen der Magnetosphäre der Erde und dem Sonnenwind untersuchen. |
| 2026                | Lunar Pathfinder          | Ein Mondorbiter, der als Relaissatellit für robotische Mondsonden dienen soll, insbesondere für jene auf der Mondrückseite und in der Südpolregion. Der Orbiter wird von dem britischen Unternehmen SSTL im Auftrag der ESA gebaut und betrieben und trägt auch Retroreflektoren der NASA. |
| 2026                | PLATO                     | Planetary Transits and Oscillations of stars (PLATO) ist eine Sonde zum Auffinden und Untersuchen extrasolarer Planeten mit einem Schwerpunkt auf erdähnliche Planeten in der habitablen Zone um sonnenähnliche Sterne.                                                                    |
| evtl. 2028          | ExoMars Rosalind Franklin | Eine Rovermission zum Mars in Zusammenarbeit mit der NASA. |
| 2029                | ARIEL                     | Mit dem Weltraumobservatorium Ariel – kurz für Atmospheric Remote‐sensing Infrared Exoplanet Large‐survey mission – sollen vier Jahre lang rund 1000 Exoplaneten beobachtet und speziell deren Atmosphäre untersucht werden                                                                |
| 2029                | Comet Interceptor         | Diese Raumsonde soll zusammen mit ARIEL gestartet und am Lagrange-Punkt L2 des Erde-Mond-Systems geparkt werden. Sobald sich eine Gelegenheit ergibt, soll sie von dort aus zu einem neuen Kometen oder einem interstellaren Objekt weiterfliegen und dieses untersuchen.                  |
| 2031                | EnVision                  | Venusorbiter, welcher die Venusatmosphäre und -oberfläche untersuchen soll. |
| 2031                | Argonet                   | Mondlander |
| 2035                | LISA                      | Mit drei Detektorsatelliten sollen Gravitationswellen nachgewiesen werden. Dazu soll der Abstand zwischen drei in Formation fliegenden Detektoren präzise gemessen. Dieser Abstand würde sich durch ankommende Gravitationswellen verändern.                                               |

#### Vorgeschlagene Forschungsprojekte
Bei diesen Projekten ist noch unklar, ob sie wirklich in dieser Form gestartet werden sollen.
| Startjahr    | Bezeichnung          | Beschreibung |
| ------------ | -------------------- | --- |
| 2030         | Earth Return Orbiter | Marsorbiter, dessen Aufgabe die Aufnahme der Proben des von der NASA gebauten Mars Ascent Vehicle in der Mars-Umlaufbahn und der Transport zur Erde wäre.         |
| frühe 2030er | Arrakihs             | Eine vorgeschlagene F-Klasse-Mission zur Untersuchung des kosmologischen Modells ΛCDM, ergänzend zum Euclid-Teleskop.                                             |
| 2034         | Athena               | Vorgeschlagenes Weltraumobservatorium als Nachfolger von XMM-Newton, bestehend aus zwei in Formation fliegenden Elementen bestehen, dem Detektor und dem Spiegel. |
|              | TandEM               | Mission zu den Saturnmonden Titan und Enceladus. Vorgeschlagen ist eine Orbiter-Raumsonde, welche einen Ballon sowie einen Lander mit sich führen soll.           |

#### Nicht verwirklichte Forschungsprojekte
Dies ist eine kleine Auswahl von vorgeschlagenen und geplanten Missionen, die nicht realisiert wurden.
| Jahr      | Bezeichnung | Beschreibung |
| --------- | ----------- | --- |
| 2014      | ESMO        | ESMO sollte eine von Studenten mitentwickelte Mondsonde sein. |
| nach 2015 | Darwin      | Darwin wäre ein aus vier (ursprünglich geplant acht) einzelnen Satelliten bestehendes Teleskop gewesen, das erdähnliche Planeten finden und zusätzlich deren Atmosphäre analysieren sollte.                                                                                       |
| 2018      | XEUS        | Diese Mission wäre der Nachfolger der XMM-Newton-Mission gewesen. Sie hätte aus zwei in Formation fliegenden Elementen, dem Detektor und dem Spiegel bestehen sollen. XEUS sollte sich damit auf die Suche nach den ersten Schwarzen Löchern begeben. Wurde ersetzt durch ATHENA. |
| 2022      | AIM         | Diese Mission hätte den Einschlag der NASA-Raumsonde DART beobachten sollen. Die Mission wurde durch Hera ersetzt. |

### Bemannte Raumfahrt

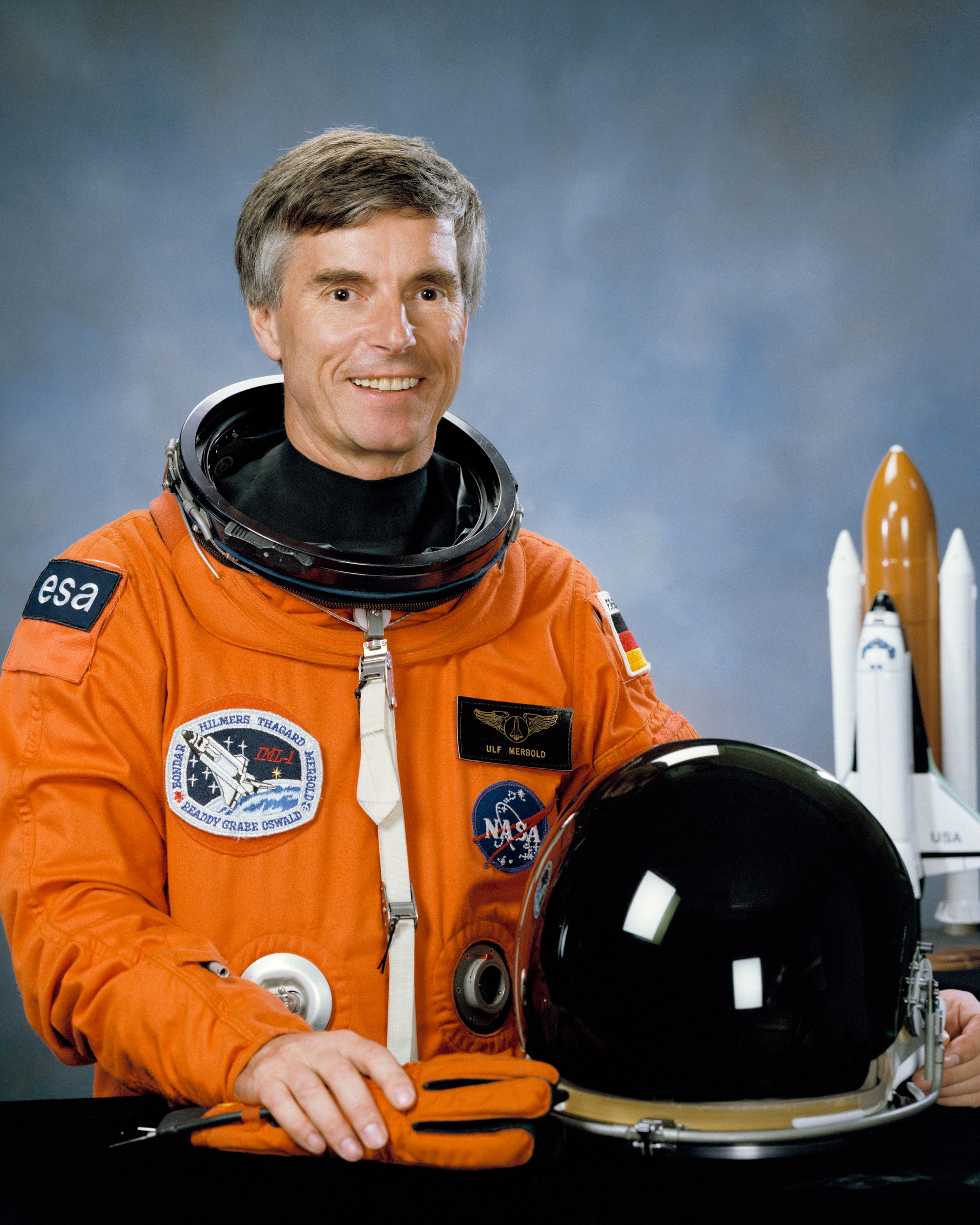
Ulf Merbold war der erste ESA-Astronaut im All

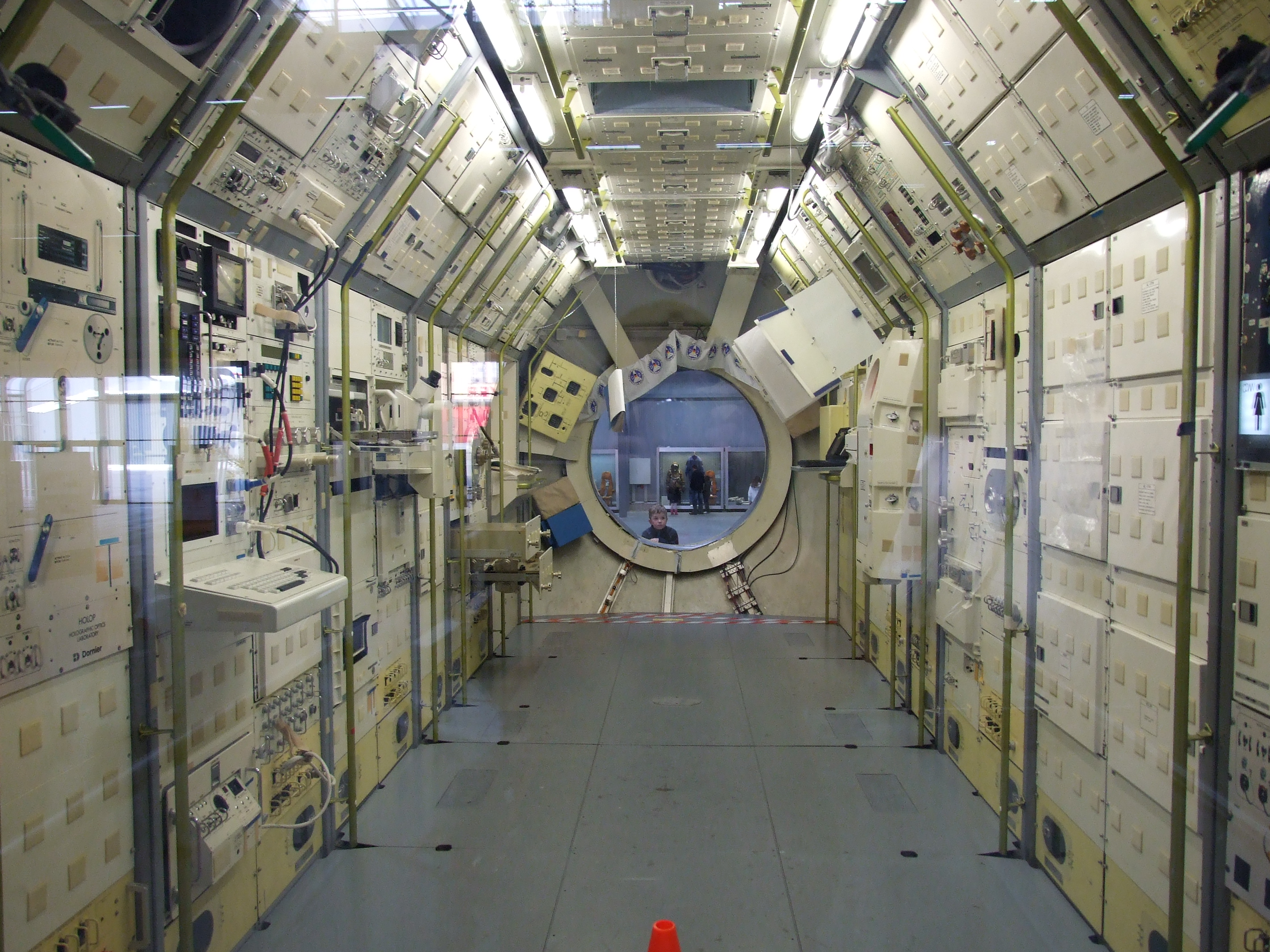
Innenraum des Spacelab

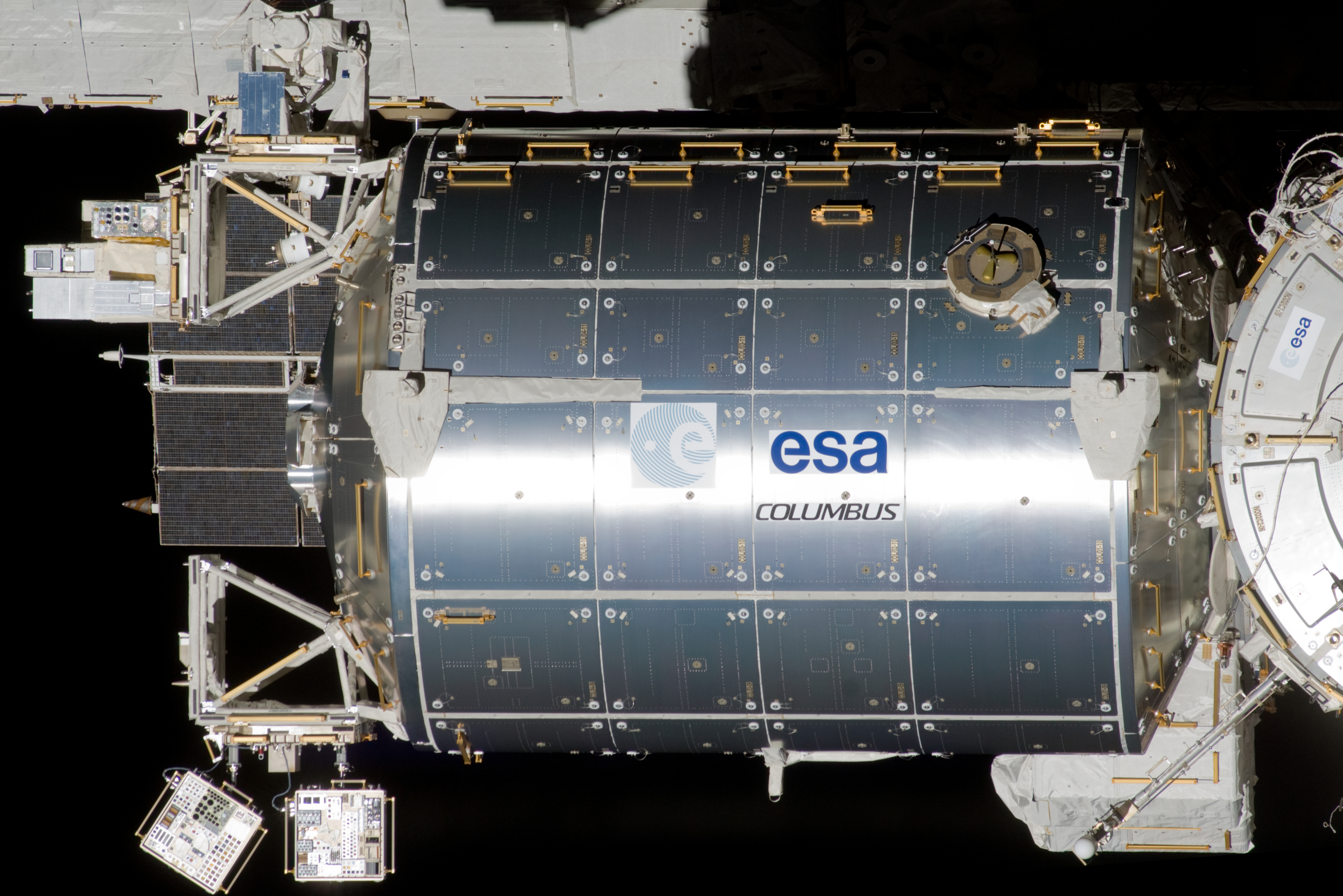
Das Columbus-Modul der ISS

Die bemannten Raumfahrtaktivitäten der ESA zählen zu dem ESA-Programm Human and Robotic Exploration (bemannte und unbemannte Erkundung), die seit 2019 der Sparte Science & Exploration (Wissenschaft & Erkundung) zugeordnet ist. Die ESA betreibt in Köln ein eigenes Ausbildungs- und Trainingszentrum zur Auswahl und Vorbereitung von Astronauten, hat aber bisher kein eigenes bemanntes Raumfahrtprogramm. Stattdessen beteiligt sie sich an diversen Programmen anderer Weltraumagenturen mit eigenen Beiträgen und liefert im Gegenzug wichtige technische Komponenten und Personal im Bodensegment. Dazu gehören die Aktivitäten in Bezug auf die Internationale Raumstation (ISS) und das europäische Astronautenkorps. Die ESA ist am Artemis-Mondprogramm der NASA mit dem Europäischen Servicemodul (ESM) des Orion-Raumschiffs beteiligt und kann dafür im Gegenzug eigene Astronauten zum Mond schicken.

#### Raumstation- und Raumschiffmodule
| Startjahr      | Bezeichnung | Beschreibung |
| -------------- | ----------- | --- |
| 1983–2009      | Spacelab    | Das wiederverwendbare Weltraumlabor Spacelab wurde zusammen mit dem Space Shuttle insgesamt 22 Mal eingesetzt, die Palettenmodule noch bis zum Ende des Shuttle-Programms. |
| 2008           | Columbus    | Das Weltraumlabor Columbus ist ein Beitrag der ESA zur Internationalen Raumstation (ISS). Es wurde 2008 an die Station angekoppelt und dient als Mehrzwecklabor für eine multidisziplinäre Forschung unter Bedingungen der Schwerelosigkeit. Columbus hat ein eigenes Kontrollzentrum unter dem Dach der DLR in Oberpfaffenhofen. |
| 2021           | ERA         | Europäischer Roboterarm, der 2021 am russischen Segment der ISS angebracht wurde. |
| seit 2022      | ESM         | Europäisches Servicemodul des bemannten Orion-Raumschiffs für das Artemis-Programm |
| 2025 (geplant) | IBDM        | Der International Berthing and Docking Mechanism (IBDM) wird als Andockadapter für bemannte Raumschiffe entwickelt. Er soll bei dem Raumgleiter Dream Chaser zum Ankoppeln an die ISS eingesetzt werden. |
| 2028 (geplant) | Lunar I-HAB | Das mit Beteiligung der JAXA gebaute Lunar-I-HAB-Modul soll 125 m3 nutzbaren Raum zur geplanten Mondraumstation LOP-G hinzufügen. |
| 2030 (geplant) | Lunar View  | Das Lunar-View-Modul soll als Treibstofflager und Kommunikationsanlage für den LOP-G dienen. |

Das unbemannte ISS-Versorgungsraumschiff ATV ist im Abschnitt Raumtransporter aufgeführt.

#### Astronautenkorps
| Name                    | Nationalität           | Alter  | Eintritt am   | Raumflüge | Status                                       |
| ----------------------- | ---------------------- | ------ | ------------- | --------- | -------------------------------------------- |
| Sophie Adenot           | Frankreich             | 43     | 23. Nov. 2022 |           | Berufsastronautin, Erstflug geplant für 2026 |
| Pablo Álvarez Fernández | Spanien                | 36     | 23. Nov. 2022 |           | Berufsastronaut                              |
| Rosemary Coogan         | Vereinigtes Königreich | 34     | 23. Nov. 2022 |           | Berufsastronautin                            |
| Samantha Cristoforetti  | Italien                | 48     | 20. Mai 2009  | 2         | Berufsastronautin                            |
| Alexander Gerst         | Deutschland            | 49     | 20. Mai 2009  | 2         | Berufsastronaut                              |
| Raphaël Liégeois        | Belgien                | 37     | 23. Nov. 2022 |           | Berufsastronaut, Erstflug geplant für 2026   |
| Matthias Maurer         | Deutschland            | 55     | 2. Feb. 2017  | 1         | Berufsastronaut                              |
| Andreas Mogensen        | Dänemark               | 48     | 20. Mai 2009  | 2         | Berufsastronaut                              |
| Luca Parmitano          | Italien                | 48     | 20. Mai 2009  | 2         | Berufsastronaut                              |
| Thomas Pesquet          | Frankreich             | 47     | 20. Mai 2009  | 2         | Berufsastronaut                              |
| Marco Sieber            | Schweiz                | ca. 36 | 23. Nov. 2022 |           | Berufsastronaut                              |
| Sławosz Uznański        | Polen                  | 41     | 1. Sep. 2023  | 1         | Projektastronaut für Kurzmissionen           |
| Marcus Wandt            | Schweden               | 36     | 1. Juni 2023  | 1         | Projektastronaut für Kurzmissionen           |

Neben fünf neuen Berufsastronauten wählte die ESA im September 2022 erstmals auch zwölf Reservisten aus, die bei Bedarf für eine zukünftige Mission einberufen werden können. Neben Marcus Wandt und Sławosz Uznański, die mittlerweile zu Projektastronauten ernannt wurden, sind dies:
| Name                | Nationalität           |
| ------------------- | ---------------------- |
| Sara García Alonso  | Spanien                |
| Meganne Christian   | Vereinigtes Königreich |
| Anthea Comellini    | Italien                |
| John McFall         | Vereinigtes Königreich |
| Andrea Patassa      | Italien                |
| Carmen Possnig      | Österreich             |
| Arnaud Prost        | Frankreich             |
| Amelie Schoenenwald | Deutschland            |
| Aleš Svoboda        | Tschechien             |
| Nicola Winter       | Deutschland            |

### Telekommunikation, Erdbeobachtung, Navigation und Technologietransfer

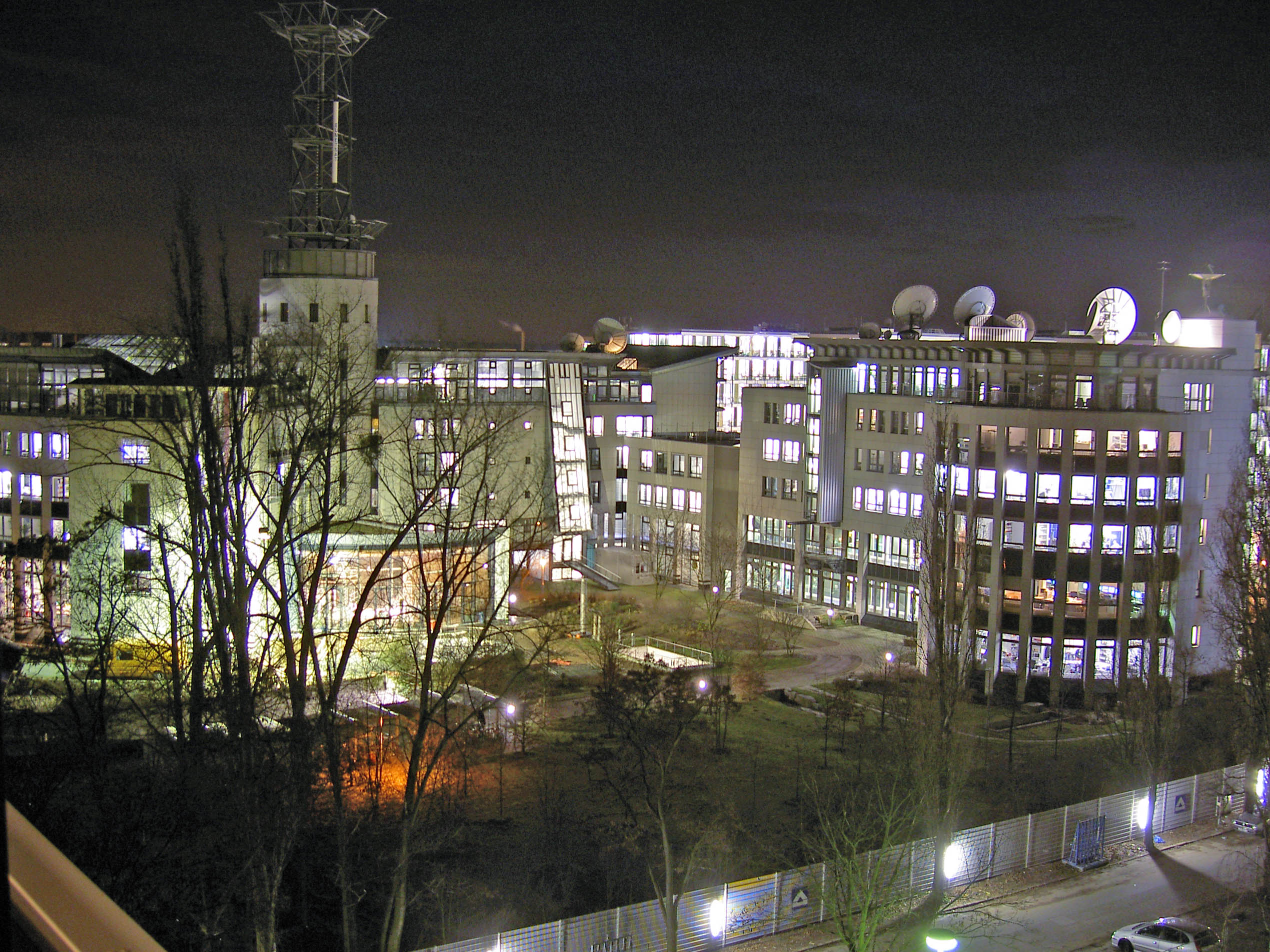
Die EUMETSAT-Zentrale in Darmstadt

Die ESA ist an zahlreichen Satellitenprojekten beteiligt, die Anwendungen von Raumfahrttechnologie darstellen und häufig Auswirkung auf das Alltagsleben haben, oder die die Erde erforschen. Dazu gehören Wetter- und sonstige Erdbeobachtungssatelliten, Kommunikationssatelliten und Satellitennavigationssysteme. Ein guter Teil dieser Missionen sind von der EU unterstützt oder in Auftrag gegeben. Die Satelliten unter der Sparte Applikations werden von der ESA in Zusammenarbeit mit der europäischen Raumfahrtindustrie entwickelt. Der Beitrag der ESA besteht zumeist in der Planung und dem Test neuer Weltraumtechnologien. Der Betrieb der Satelliten wird, wenn möglich, nach einer längeren Testphase an eine für das jeweilige Satellitenprogramm gegründete unabhängige Gesellschaft abgegeben. Beispiele sind Eutelsat bei den ECS-Satelliten und Meteosat bei den Wettersatelliten, EUSPA bei den Navigationssatelliten. Im 2019 eingeführten Säulenmodell sind diese Projekte der Sparte „Applications“ (Anwendungen) zugeordnet. Sie umfassen die folgenden ESA-Programme:
- Telecommunication: Die ESA entwickelt in diesem Sektor hauptsächlich Mittel zur Kommunikation auf der Erde mit Kommunikationssatelliten. Beispielsweise werden neue Kommunikationsstandards erarbeitet und getestet und neue Technologie wie Laserkommunikation entwickelt und getestet.
- Earth Observation (Erdbeobachtung): Dieser Bereich umfasst die Erdbeobachtungssatelliten der ESA. Hierzu zählen die Earth-Explorer-Missionen und Wettersatelliten. Unter anderem werden mit langfristigen Messungen Umwelt- und Klimaparameter wie Eisdicke, Erdmagnetfeld, Gaskonzentrationen, Oberflächentemperaturen und Vegetation erfasst und die Risiken von Dürren, Waldbränden, Vulkanausbrüchen und Fluten überwacht.
- Navigation: Hierzu gehört die Entwicklung und der Betrieb von Satellitennavigation. Das Navigationssystem Galileo wurde gemeinsam mit der EU konzipiert und aufgebaut; sein Betrieb wurde weitgehend in einen eigenen Bereich ausgelagert. Bei der Planung der nächsten Generationen von Navigationssatelliten ist die ESA weiterhin beteiligt. Im Rahmen der Moonlight-Initiative finanziet die ESA die Technologientwicklung für ein Navigationssystem für Mondmissionen.[118]
- Downstream: Dieses beschäftigt sich mit der Kommerzialisierung der Raumfahrt, Nutzung von Weltraumtechnologie durch Unternehmen, Unternehmensgründungen etc. Dazu gehört der ESA Commercialisation Gateway, Open Space Innovation Platform, Business Incubation.

#### Abgeschlossene Satellitenprojekte
| Betriebszeit | Bezeichnung     | Beschreibung |
| ------------ | --------------- | --- |
| 1977–2017    | Meteosat 1–7    | Europäische geostationäre Wettersatelliten der ersten Generation. Ab Meteosat-4 waren es offiziell operationelle Satelliten. |
| 1978–1990    | OTS-2           | Der Orbital Test Satellite war der erste Kommunikationssatellit der ESA und diente zur Technologieerprobung. Das Erstexemplar OTS-1 ging beim Start durch die Explosion der Trägerrakete verloren.                                                                        |
| 1981–2002    | Marecs A und B2 | Maritime Kommunikationssatelliten für das Inmarsat-System. |
| 1983–2002    | ECS 1–5         | Erste operationelle Kommunikationssatelliten der ESA, zwischen 1983 und 1988 gestartet. ECS 3 ging bei einem Fehlstart verloren. Die Satelliten wurden von Eutelsat unter dem Namen Eutelsat I F-1 bis F-5 betrieben. Als letzter ging Eutelsat I F-4 2002 außer Betrieb. |
| 1989–1993    | Olympus         | Olympus war ein großer, experimenteller Hochleistungsfernsehsatellit, der im BSS-Band arbeitete und Experimente im Ku-Band und Ka-Band durchführte. |
| 1991–2000    | ERS-1           | Mit dem ersten „Earth-Remote-Sensing“-Satellit begann für die ESA eine neue Ära der Erdfernerkundung. Mit sechs Instrumenten wurden umfangreiche Daten zum Zustand der Meere, der Atmosphäre und der Landoberflächen gesammelt.                                           |
| 1995–2011    | ERS-2           | ERS-2 setzte die Arbeit von ERS-1 zur Untersuchung der Erde mit Radar-, Mikrowellen- und Infrarotsensoren fort und besaß außerdem ein neues Instrument zur Überwachung des Ozonlochs mit. ERS-2 war eine Enabling-and-Support-Mission.                                    |
| 2001–2013    | Artemis         | Nachrichtensatellit; sollte direkte Verbindungen zu Mobilfunknutzern am Boden sowie Laserkommuninkation zwischen Satelliten und Bodenstationen demonstrieren und Navigationssignale für EGNOS übertragen. (ESA und JAXA)                                                  |
| 2002–2012    | Envisat         | Der mit acht Tonnen größte Fernerkundungssatellit weltweit. Beobachtete die Erde mit weiterentwickelten Ausführungen der bei ERS-2 eingesetzten Instrumente sowie mit mehreren neuen optischen Sensoren.                                                                  |
| 2009–2013    | GOCE            | GOCE lieferte Daten über das globale und regionale Gravitationsfeld der Erde. Dadurch wurde die Forschung im Bereich der Meereszirkulation, der Physik des Erdinnern, der Erdvermessung und -beobachtung und der Änderung der Meeresspiegel vorangebracht.                |
| 2016–2022    | Sentinel-1B     | Ergänzung zu Sentinel-1A (Teil von Copernicus). In Nachfolge von ERS und Envisat wurden Radaraufnahmen nach dem SAR-Prinzip im C-Band angefertigt, um die Datenkontinuität für Langzeitforschungen zur Klimafolgenforschung zu gewährleisten.                             |
| 2018–2023    | ADM-Aeolus      | Diese Mission sollte genauere Daten über atmosphärische Bewegungen (Wind) liefern und damit Vorhersagen mit numerischen Wettervorhersagemodellen verbessern. |

#### Aktive Satellitenprojekte
| Startjahr  | Bezeichnung              | Beschreibung |
| ---------- | ------------------------ | --- |
| 2001, 2009 | Proba-1 und -2           | Kleinsatelliten, der weitgehend autonom und intelligent operieren; Erprobung neuer Erdbeobachtungstechnologien. Diese Satelliten ordnet die ESA primär der Sparte Applications zu, wegen ihrer Technologieerprobungsfunktion aber auch der Sparte Enabling & Support.                                                |
| 2002–2015  | MSG                      | Zweite Generation der Meteosat-Satelliten. MSG-1 ist als Meteosat-8, MSG-2 als Meteosat-9, MSG-3 als Meteosat-10 im Betrieb. (ESA und EUMETSAT) |
| 2004       | EGNOS                    | Ein Projekt zur Unterstützung der Satellitennavigation durch Angabe des Fehlers auf die Positionsbestimmung. |
| 2005       | Galileo                  | Satellitennavigationssystem im Auftrag der EU als Alternative zum russischen GLONASS oder amerikanischen GPS. Erlaubt höhere Genauigkeit und Verfügbarkeit sowie die Ortung von Notrufsendern. |
| 2006–2018  | METOP A, B, C            | Wettersatelliten auf einer polaren Umlaufbahn, die als Nachfolger zweier Satelliten der NOAA dienen sollen. METOP-A startete 2006, METOP-B 2012 und METOP-C 2018. (ESA und EUMETSAT) |
| 2006       | ARTES-11                 | Im Rahmen des Projekts wurde unter dem Namen SmallGEO ein Satellitenbus für kleine, geostationäre Satelliten entwickelt. „Artes“ steht für „Advanced Research in Telecommunication Systems“. Die Entwicklung erfolgte durch ein Konsortium unter der Leitung der OHB. Die Plattform wurde mehrmals weiterentwickelt. |
| 2009       | SMOS                     | Durch SMOS sollen globale Karten der Bodenwasserkonzentration und des Salzgehaltes der Meere erstellt werden. Dies würde vor allem das Verständnis des Wasserkreislaufs und die Klima- und Unwettervorhersagen verbessern.                                                                                           |
| 2010       | CryoSat-2                | Der Satellit Cryosat-2 hat ein Höhenradar, mit dem die Dicke der polaren Eisschicht gemessen werden kann. Der Satellit ist ein Ersatz für den 2005 durch einen Trägerraketenfehler verlorengegangenen CryoSat. |
| 2010       | Hylas 1                  | Kleiner flexibler Nachrichtensatellit, der mit ESA-Unterstützung entwickelt wurde. |
| 2013       | Proba-V                  | Proba-V vermisst und kartografiert die Vegetation auf der Erde. Die ESA führt diese Mission primär in der Sparte Enabling & Support, aber auch als Teil des Erdbeobachtungsprogramms unter den Applications. |
| 2013       | Alphasat I-XL            | Experimenteller Kommunikationssatellit von ESA und CNES auf Basis der Satellitenplattform Alphabus. Inmarsat will den Satelliten für Mobilfunk im L-Band einsetzen. An Bord sind vier Experimente der ESA, u. a. Sendeeinrichtungen im Q/V Band (36–56 GHz) und Laserkommunikation mit anderen Satelliten.           |
| 2013       | SWARM                    | SWARM besteht aus drei Satelliten, die die Dynamik des Erdmagnetfeldes untersuchen. |
| 2014       | Sentinel-1A              | Erdbeobachtungssatellit im Rahmen von Copernicus, der Radar-Aufnahmen nach dem SAR-Prinzip im C-Band anfertigt und damit die Datenkontinuität von ERS und Envisat gewährleistet. |
| 2015–2024  | Sentinel-2A, 2B, 2C      | Erdbeobachtungssatelliten im Rahmen von Copernicus, die multispektrale Aufnahmen der Erde im optischen und infraroten Bereich erstellen. |
| 2016–2018  | Sentinel-3A, 3B          | Erdbeobachtungssatelliten im Rahmen von Copernicus, die Ozeanfarben sowie Oberflächentemperaturen messen. |
| 2017       | Sentinel-5P              | Erdbeobachtungssatellite im Rahmen von Copernicus, der Emissionen wie Ozon, Stickoxid oder Methan misst. |
| 2020       | Phi-Sat-1 (Φ-Sat-1)      | Erdbeobachtungs-Cubesat mit künstlicher Intelligenz |
| 2021       | Sentinel-6A              | |
| 2022–2042  | MTG                      | Die dritte Generation der erfolgreichen Meteosat-Satelliten. |
| 2023       | Proba-V CC               | Proba-V CC vermisst und kartografiert die Vegetation auf der Erde. Dabei erprobt der Satellit, ob das bereits für Proba-V genutzte Beobachtungsinstrument auch auf einem Cubesat einsetzbar ist. |
| 2023       | Mantis, Intuition-1      | Erdbeobachtungs-Cubesats mit künstlicher Intelligenz |
| 2024       | EarthCARE                | Mit der EarthCARE-Mission sollen Daten über die Wechselwirkungen zwischen Strahlungs-, Aerosol- und Wolkenbildungsprozessen gesammelt werden. Damit werden genauere Wetter- und Klimamodelle ermöglicht. Gemeinsame Mission mit der JAXA.                                                                            |
| 2024       | Arctic Weather Satellite | |
| 2024       | Phi-Sat-2 (Φ-Sat-2)      | Erdbeobachtungs-Cubesat mit künstlicher Intelligenz |
| 2024       | Sentinel-1C              | Ersatz für Sentinel-1B (Teil von Copernicus), welcher seit Dezember 2021 unter Fehlfunktionen leidet. |
| 2025       | Biomass                  | Satellit zur Vermessung der Biomasse der Wälder und zum besseren Verständnis des Kohlenstoffkreislaufs auf der Erde. |
| 2025–2040  | MetOp-SG                 | Wettersatelliten |

#### Geplante Satellitenprojekte
Diese Applications-Projekte haben die Assessment-Phase (Einschätzungsphase) überstanden haben und sollen verwirklicht werden:
| Startjahr (geplant) | Bezeichnung | Beschreibung |
| ------------------- | ----------- | --- |
| 2025                | Sentinel-6B | |
| 2025                | HydroGNSS   | zwei Satelliten zur Beobachtung des Wasserkreislaufs der Erde |
| 2026–2028           | LEO-PNT     | Navigationssatelliten, Teil des Programms FutureNAV. |
| 2027                | Forum       | Messung der von der Erde abgegebene Wärmestrahlung im fernen Infrarotbereich                                                                                     |
| ab 2027             | Galileo 2   | neue Generation der EU-Navigationssatelliten, entwickelt mit Beratung durch die ESA                                                                              |
| 2027                | Tango       | Vermessung von Treibhausgasemissionen |
| Ende 2027           | Altius      | Forschungssatellit zur Überwachung der Stratosphäre |
| Ende 2027           | Flex        | Vermessung der Chlorophyllfluoreszenz |
| Ende 2027           | NanoMagSat  | Untersuchung des Erdmagnetfelds und der Ionosphäre |
| 2028                | Genesis     | Geodätischer Satellit zur Vermessung der Erde im Millimetermaßstab für Verbesserung des International Terrestrial Reference Frame. Teil des Programms FutureNAV. |
| 2029                | Harmony     | Radarsatelliten, die das Signal von Sentinel-1 aus unterschiedlichen Perspektiven empfangen.                                                                     |
| 2030                | Truths      | Klimaforschungs- und Erdbeobachtungssatellit zur Messung der Strahlungsbilanz der Erde                                                                           |

#### Missglückte Satellitenstarts
Die folgenden Satelliten erreichten wegen missglückter Raketenstarts keine oder nicht die geplante Erdumlaufbahn. In den meisten Fällen wurde ein Ersatz geschaffen oder ein weiterentwickelter Nachfolger konnte dann die Missionsziele erreichen.
| Jahr | Bezeichnung | Beschreibung |
| ---- | ----------- | --- |
| 1977 | GEOS 1      | Geplant waren Messungen der Erdmagnetosphäre im GEO, jedoch wegen eines Trägerraketenfehlers in einer elliptischen Bahn gestrandet und konnte nur einen Teil der Ziele erreichen. GEOS 2 arbeitete planmäßig                                                                            |
| 1977 | OTS-1       | OTS-1 war der erste, zur Technologieerprobung bestimmte Kommunikationssatellit der ESA. Er ging durch Explosion der Delta-Trägerrakete verloren. |
| 1982 | Marecs B    | Dieser für das Inmarsat-System bestimmte Kommunikationssatellit ging verloren, weil die dritte Stufe der Ariane-1-Trägerrakete versagte. Der Start des Ersatzsatelliten Marecs B2 war erfolgreich.                                                                                      |
| 1985 | ECS 3       | ECS 3 ging zusammen mit einem anderen Satelliten verloren als die dritte Stufe der Ariane 3 nicht zündete. Es wurde ein Ersatz gestartet. |
| 2005 | CryoSat     | Der Cryosat-Satellit war mit einem Höhenradar ausgestattet, mit dem die Dicke der polaren Eisschicht gemessen werden sollte. Der Satellit erreichte jedoch aufgrund eines Fehlers der Trägerrakete keine Umlaufbahn. Mit CryoSat-2 wurde 2010 erfolgreich ein Ersatz ins All geschickt. |

### Weltraumsicherheit
Bereits seit den 1980er Jahren beruft die ESA internationale Konferenzen zu dem Thema Weltraumschrott ein, die jeweils im Europäischen Raumflugkontrollzentrum stattfinden. Die Aufklärungs- und Lobbyarbeit bezüglich der von der ESA gesehenen Gefahren durch zunehmenden Weltraumschrott wurde seit den 2010er Jahren verstärkt.
Von 2009 bis 2020 betrieb die ESA ihre Aktivitäten zur Weltraumsicherheit als Space Situational Awareness Programme. Durch Weltraumüberwachung sollen mögliche Gefahren frühzeitig erkannt und mögliche Schäden verhindert oder abgemildert werden:
- Überwachung von Satellitenbahnen und Weltraummüll
- Überwachung von erdnahen Objekten wie Asteroiden auf ihrer Bahn durch den Weltraum. Die Daten zu erdnahen Objekten werden veröffentlicht.[141]
- Überwachung des Weltraumwetters durch das Space Weather Office, das Weltraumwetterwarnungen ausgibt; Satellitenbetreiber können dadurch Gegenmaßnahmen treffen.

Ab 2020 wurden diese Aktivitäten der Sparte Safety & Security zugeordnet, die mittlerweile in Space Safety umbenannt wurde. Sie wurden ausgeweitet und erhielten ein wesentlich größeres Budget. Am 12. April 2022 wurde das Space Safety Centre als eigenes Büro am ESOC in Darmstadt eröffnet. Das ESA Space Debris Office gibt den ESA’s Annual Space Environment Report heraus, der seit 2017 über die Entwicklung und Prognosen von Weltraumschrott Auskunft gibt.
Die ESA-Projekte zur Weltraumsicherheit umfassen unter anderem die Optical Ground Station, das Flyeye-Teleskop, das Near-Earth Object Coordination Centre und die Hera-Mission zur Auslotung der Asteroidenabwehr. Weitere Projekte sind das Clean Space Programme zur aktiven Beseitigung von Weltraumschrott und das Projekt ESA Vigil zur Einrichtung eines Sonnenwetter-Frühwarnsystems. ESA unterstützt das indische Sonnenobservatorium Aditya-L1 und kann im Gegenzug die Daten nutzen. Der Bereich Informationssicherheit (Cybersecurity) kam neu dazu. Mit der Europäischen Verteidigungsagentur arbeitet die ESA bezüglich des Schutzes von Systemen und Netzwerken zusammen, die kritisch für die Raumfahrt sind.

#### Gestartete Weltraumsicherheitsprojekte
| Startjahr | Bezeichnung | Beschreibung                                           |
| --------- | ----------- | ------------------------------------------------------ |
| 2024      | Hera        | Mission zum Asteroiden (65803) Didymos, Teil von AIDA. |

#### Geplante Weltraumsicherheitsprojekte
Die folgenden Projekte haben die Assessment-Phase (Einschätzungsphase) durchlaufen und sollen verwirklicht werden. Es wird außerdem nach Möglichkeiten gesucht, Raumfahrzeuge anderer geplanter Missionen, auch anderer Raumfahrtorganisationen, mit Sensoren oder Instrumenten zur Beobachtung des Weltraumwetters zu bestücken, um zusätzliche Daten zur räumlichen Auswertung von anderen Stellen des Sonnensystems zu gewinnen.
| Startjahr (geplant) | Bezeichnung  | Beschreibung |
| ------------------- | ------------ | --- |
| April 2028          | Ramses       | Soll den Asteroiden Apophis im Februar 2029 während des Vorbeiflugs an der Erde begleiten und beobachten. Die endgültige Entscheidung über das Projekt soll bei der Ministerkonferenz im November 2025 fallen. Für die ersten Planungsschritte wurden 63 Millionen Euro bereitgestellt. |
| 2029                | Clearspace-1 | Mit Clearspace-1 soll Technologie für die Beseitigung von Weltraummüll erprobt werden. Es wird ein mit vier Greifarmen ausgestattetes Raumfahrzeug entwickelt, das den ESA-Satelliten Proba-1 anfliegen und in die Erdatmosphäre bringen soll, wo beide gemeinsam verglühen.            |
| 2031                | ESA Vigil    | Dieses Sonnenobservatorium soll am Sonne-Erde-Lagrange-Punkt L5 das Sonnenmagnetfeld, Sonnenwinde und magnetische Stürme messen und längere Vorhersagen des Weltraumwetters ermöglichen. Damit soll es helfen, Warnungen auszugeben.                                                    |

### Raumtransport
Die Raumtransportprojekte der ESA (Space Transportation) sind heute der Sparte Enabling & Support zugeordnet.

#### Trägerraketen und Startanlagen
Die ESA ließ zwei Baureihen von Trägerraketen entwickeln – die Ariane für mittlere und schwere Nutzlasten und die Vega für kleinere – und verschaffte Europa damit einen unabhängigen Zugang zum Weltraum. Die Ariane wird von der ArianeGroup unter französischer Leitung gebaut, die Vega von Avio in Italien. Zusätzlich entstand in Zusammenarbeit mit Russland das Raketenmodell Sojus-ST, welches von 2011 bis 2022 im Einsatz war. Alle diese Raketen wurden nur für unbemannte Missionen ausgelegt.
Betrieben und vermarktet werden bzw. wurden Ariane, Vega und Sojus-ST von Arianespace. Auf Wunsch von Italien, das die Weiterentwicklung der Vega in erheblichem Maße finanziert, wird die Verantwortung für diese Rakete jedoch spätestens 2026 ganz auf Avio übergehen, sodass Arianespace dann vorläufig nur noch die Ariane anbietet.
Bislang starten alle von der ESA mitfinanzierten, einsatzbereiten Raketen vom Raumfahrtzentrum Guayana in Kourou (Französisch-Guayana), wo für jeden Raketentyp eine entsprechende Startanlage errichtet wurde. Der Start in der Nähe des Äquators bietet für den Transport in niedrig geneigte Umlaufbahnen prinzipielle Vorteile gegenüber äquatorfernen Startplätzen auf der Nord- oder Südhalbkugel. Durch die Erdrotation hat die Rakete am Äquator bereits die auf der Erdoberfläche maximal vermittelbare Grundgeschwindigkeit und benötigt weniger Treibstoff, um die benötigte Geschwindigkeit zu erreichen. Für Starts in Polarbahnen ist dieser Standort hingegen ungünstig.
Der erste Start einer Ariane 1 fand 1979 statt. Das aktuelle Modell Ariane 6 sollte gegenüber der ausgemusterten Ariane 5 deutlich kostengünstiger sein, ist aber wesentlich teurer als geplant. Der Erstflug der Ariane 6 war für 2021 geplant und fand nach mehreren Verschiebungen im Juli 2024 statt.
Die kleinere Trägerrakete Vega absolvierte im Februar 2012 ihren Jungfernflug. Die leistungsfähigere Version Vega-C startete erstmals 2022 und löste 2024 die Vega ab. Als noch leistungsfähigeres Modell ist die Vega-E in Entwicklung. Sie soll zuden aus der Abhängigkeit von der ostukrainischen Raumfahrtindustrie lösen, die bislang das Vega-Oberstufentriebwerk und die Düsen der unteren Stufen liefert. Zudem entwickelt die ArianeGroup die neue, teilweise wiederverwendbare Kleinrakete Maia. Diese entsteht im Gegensatz zu Ariane und Vega in Eigenregie des Herstellers, wird aber ebenfalls von der ESA mitfinanziert, auch durch das Prometheus-Triebwerk und das Themis-Projekt für eine wiederverwendbare Raketenstufe.
Neben der Maia fördert die ESA die Entwicklung weiterer Kleinraketen in den Mitgliedsstaaten, insbesondere die deutsche Spectrum und RFA One, die spanische Miura 5 und die britische Prime.
| Einsatzdauer                | Name     | Erläuterung                                      |
| --------------------------- | -------- | ------------------------------------------------ |
| 1979–1986                   | Ariane 1 | 16 Starts, davon 2 Fehlstarts                    |
| 1986–1989                   | Ariane 2 | 6 Starts, davon 1 Fehlstart                      |
| 1984–1989                   | Ariane 3 | 11 Starts, davon 1 Fehlstart                     |
| 1988–2003                   | Ariane 4 | 116 Starts, davon 3 Fehlstarts                   |
| 1996–2023                   | Ariane 5 | 117 Starts, davon 2 Fehlstarts und 2 Teilerfolge |
| 2011–2022                   | Sojus-ST | 25 Starts, davon 1 Teilerfolg                    |
| 2012–2024                   | Vega     | 22 Starts, davon 2 Fehlstarts und 2 Teilerfolge  |
| seit 2022                   | Vega-C   | 3 Starts bis 2024, davon 1 Fehlstart             |
| seit 2024                   | Ariane 6 | 2 Starts bis März 2025, davon 1 Teilerfolg       |
| ab 2027 oder 2028 (geplant) | Vega-E   |                                                  |

#### Raumtransporter

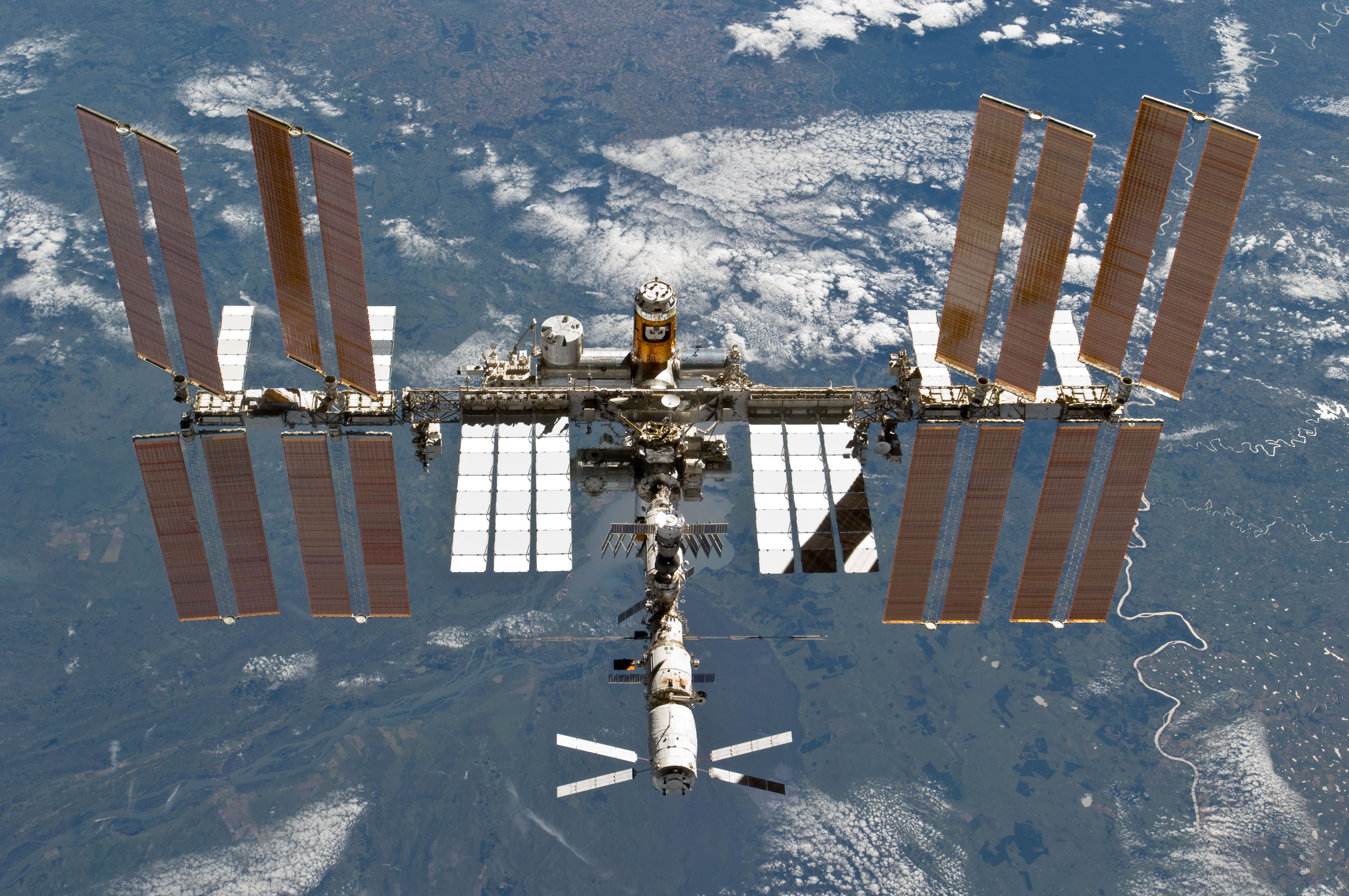
Die ISS mit dem ATV Johannes Kepler (vorn/unten)

| Startjahr         | Bezeichnung | Beschreibung |
| ----------------- | ----------- | --- |
| 2008–2014         | ATV         | Das ATV (Automated Transfer Vehicle) war ein unbemannter, einmal verwendbarer Raumfrachter. Fünf dieser Raumfahrzeuge wurden gebaut und beförderten Nachschub zur Internationalen Raumstation (ISS). |
| 2015              | IXV         | Das Intermediate eXperimental Vehicle (IXV) war ein unbemanntes und automatisches Raumfahrzeug der ESA zur Erforschung der Wiedereintrittsphasen in die Erdatmosphäre sowie eine Testplattform für dafür benötigte Techniken, welche auch in künftigen wiederverwendbaren Raumfähren verwendet werden können. |
| ab 2027 (geplant) | Space Rider | wiederverwendbares unbemanntes Raumflugzeug, das mit der Vega-C+ starten soll |

### Sonstige Einrichtungen
Neben den oben genannten Haupteinrichtungen und Gründerzentren unterhält die ESA auch Technologiezentren, Laboratorien, Entwicklung- und Testeinrichtungen, die Missionskontrollzentren, Datenzentren und ESTRACK. Die Produkte und Dienstleistungen dieser Einrichtungen – mit Ausnahme der Gründerzentren, die dem Bereich Applications zugeordnet sind – werden von vielen verschiedenen ESA-Projekten genutzt und zählen heute zur Sparte Enabling & Support.
Zu den ESA-Labors zählt das Special Mission Infrastructure Lab Environment (SMILE), eine Testumgebung für Raumfahrtmissionen des Europäischen Raumflugkontrollzentrums (ESOC) in Darmstadt. Das Labor hat Zugriff auf den Technologieerprobungssatelliten Ops-Sat.
| Startjahr  | Bezeichnung    | Beschreibung |
| ---------- | -------------- | --- |
| 2001, 2009 | Proba-1 und -2 | Kleinsatelliten, der weitgehend autonom und intelligent operieren; Erprobung neuer Erdbeobachtungstechnologien. Diese Satelliten ordnet die ESA primär der Sparte Applications zu, wegen ihrer Technologieerprobungsfunktion aber auch der Sparte Enabling & Support. |
| 2019       | Ops-Sat        | Technologieerprobungssatellit im Cubesat-Format für neue Missionskontrollverfahren, mit rekonfigurierbarer Softwareumgebung auf Linux-Basis. Wiedereintritt in die Erdatmosphäre am 22. Mai 2024.                                                                     |
| 2023       | Proba-V CC     | Proba-V CC vermisst und kartografiert die Vegetation auf der Erde. Dabei erprobt der Satellit, ob das bereits für Proba-V genutzte Beobachtungsinstrument auch auf einem Cubesat einsetzbar ist.                                                                      |
| 2024       | Proba-3        | Technologieerprobungssatellit für hochpräzisen Formationsflug und Koronografie, von der ESA primär in der Sparte Enabling & Support, aber auch unter Science & Exploration geführt.                                                                                   |

## Öffentlichkeitsarbeit
Die ESA veröffentlichte von November 2010 bis Juni 2014 in Zusammenarbeit mit dem DLR die Podcast-Reihe Raumzeit. Moderiert wurde der Podcast von Tim Pritlove, der Mitarbeiter des DLR und der ESA zu den verschiedenen Themen und Aufgaben dieser interviewte. Zudem ist seit Mai 2011 die sogenannte ESA KIDS Plattform online. Dort können Kinder und Jugendliche sich über die Europäische Weltraumorganisation informieren.
ESA-Angestellte warben auch in mehreren Vorträgen auf dem 33. C3-Kongress des Chaos Computer Club im Dezember 2016 für Unterstützung bei Projekten wie dem „Moon Village“.
Zur Gestaltung der ESA-Website siehe ESA-Programme und -Säulen.